# Chińska Republika Ludowa na Letnich Igrzyskach Olimpijskich 2024
Chińska Republika Ludowa na Letnich Igrzyskach Olimpijskich 2024 – reprezentacja Chin na Letnich Igrzyskach Olimpijskich 2024, które zostały rozegrane w dniach 26 lipca – 11 sierpnia 2024 roku w Paryżu, liczyła 388 zawodników.

## Zdobyte medale
Reprezentanci Chińskiej Republiki Ludowej na Letnich Igrzyskach Olimpijskich 2024 zdobyli łącznie 91 medali, co dało reprezentacji 2. miejsce w klasyfikacji generalnej Letnich Igrzysk Olimpijskich 2024.
| Medal  | Zawodnik                                                     | Dyscyplina           | Konkurencja                                   | Rezultat                                  | Data        |
| ------ | ------------------------------------------------------------ | -------------------- | --------------------------------------------- | ----------------------------------------- | ----------- |
| Złoto  | Huang Yuting Sheng Lihao                                     | Strzelectwo          | Karabin pneumatyczny, 10 m (mikst)            | 16                                        | 27 lipca    |
| Złoto  | Chen Yiwen Chang Yani                                        | Skoki do wody        | Trampolina 3 m synchronicznie (k)             | 337,68                                    | 27 lipca    |
| Złoto  | Xie Yu                                                       | Strzelectwo          | Pistolet pneumatyczny, 10 m (m)               | 240,9                                     | 28 lipca    |
| Złoto  | Junje Lian Hao Yang                                          | Skoki do wody        | Wieża 10 m synchronicznie (m)                 | 490,35                                    | 29 lipca    |
| Złoto  | Sheng Lihao                                                  | Strzelectwo          | Karabin pneumatyczny, 10 m (m)                | 252,2                                     | 29 lipca    |
| Złoto  | Wang Chuqin Sun Yingsha                                      | Tenis stołowy        | Mieszany                                      | Korea Północna · W 4-2                    | 30 lipca    |
| Złoto  | Quan Hongchan Chen Yuxi                                      | Skoki do wody        | Wieża 10 m synchronicznie (k)                 | 359,10                                    | 31 lipca    |
| Złoto  | Deng Yawen                                                   | Kolarstwo BMX        | Freestyle (k)                                 | 92,60                                     | 31 lipca    |
| Złoto  | Pan Zhanle                                                   | Pływanie             | 100 m st. dowolnym (m)                        | 46,40 ·                                   | 31 lipca    |
| Złoto  | Liu Yukun                                                    | Strzelectwo          | Karabin małokalibrowy, trzy postawy, 50 m (m) | 463,6                                     | 1 sierpnia  |
| Złoto  | Yang Jiayu                                                   | Lekkoatletyka        | Chód 20 km (k)                                | 1:25:54 ·                                 | 1 sierpnia  |
| Złoto  | Wang Zongyuan Long Daoyi                                     | Skoki do wody        | Trampolina 3 m synchronicznie (m)             | 446,10                                    | 2 sierpnia  |
| Złoto  | Zheng Siwei Huang Yaqiong                                    | Badminton            | Mikst                                         | Korea Południowa · W 2-0                  | 2 sierpnia  |
| Złoto  | Chen Meng                                                    | Tenis stołowy        | Singel (k)                                    | Yingsha W 4-2                             | 3 sierpnia  |
| Złoto  | Chen Qingchen Jia Yifan                                      | Badminton            | Debel (k)                                     | Chiny · W 2-0                             | 3 sierpnia  |
| Złoto  | Zheng Qinwen                                                 | Tenis ziemny         | Singel (k)                                    | Vekić W 2-0 (6:2, 6:3)                    | 3 sierpnia  |
| Złoto  | Fan Zhendong                                                 | Tenis stołowy        | Singel (m)                                    | Möregårdh W 4-1                           | 4 sierpnia  |
| Złoto  | Liu Yang                                                     | Gimnastyka           | Ćwiczenia na kółkach (m)                      | 15,300                                    | 4 sierpnia  |
| Złoto  | Xu Jiayu Qin Haiyang Wang Changhao Pan Zhanle                | Pływanie             | 4 x 100 m st. zmiennym (m)                    | 3:27,46                                   | 4 sierpnia  |
| Złoto  | Li Yuehong                                                   | Strzelectwo          | Pistolet szybkostrzelny, 25 m (m)             | 32                                        | 5 sierpnia  |
| Złoto  | Zou Jingyuan                                                 | Gimnastyka           | Ćwiczenia na poręczach (m)                    | 16,200                                    | 5 sierpnia  |
| Złoto  | Quan Hongchan                                                | Skoki do wody        | Wieża 10 m indywidualnie (k)                  | 425,60                                    | 6 sierpnia  |
| Złoto  | Li Fabin                                                     | Podnoszenie ciężarów | -61 kg (m)                                    | 310                                       | 7 sierpnia  |
| Złoto  | Chiny                                                        | Pływanie artystyczne | Drużyny                                       | 996,1389                                  | 7 sierpnia  |
| Złoto  | Hou Zhihui                                                   | Podnoszenie ciężarów | -49 kg (k)                                    | 206                                       | 7 sierpnia  |
| Złoto  | Liu Hao Ji Bowen                                             | Kajakarstwo          | C-2 500 m (m)                                 | 1:39,48                                   | 8 sierpnia  |
| Złoto  | Xie Siyi                                                     | Skoki do wody        | Trampolina 3 m indywidualnie (m)              | 543,60                                    | 8 sierpnia  |
| Złoto  | Luo Shifang                                                  | Podnoszenie ciężarów | -59 kg (k)                                    | 241                                       | 8 sierpnia  |
| Złoto  | Chang Yuan                                                   | Boks                 | -54 kg (k)                                    | Akbaş W 5-0                               | 8 sierpnia  |
| Złoto  | Xu Shixiao Sun Mengya                                        | Kajakarstwo          | C-2 500 m (k)                                 | 1:52,81                                   | 9 sierpnia  |
| Złoto  | Chen Yiwen                                                   | Skoki do wody        | Trampolina 3 m indywidualnie (k)              | 376,00                                    | 9 sierpnia  |
| Złoto  | Wang Chuqin Ma Long Fan Zhendong                             | Tenis ziemny         | Drużynowy (m)                                 | Szwecja · W 3-0                           | 9 sierpnia  |
| Złoto  | Wu Yu                                                        | Boks                 | -50 kg (k)                                    | Çakıroğlu W 4-1                           | 9 sierpnia  |
| Złoto  | Liu Huanhua                                                  | Podnoszenie ciężarów | -102 kg (m)                                   | 406                                       | 10 sierpnia |
| Złoto  | Guo Qiqi Hao Ting Huang Zhangjiayang Wang Lanjing Ding Xinyi | Gimnastyka           | Gimnastyka artystyczna drużynowo (k)          | 69,800                                    | 10 sierpnia |
| Złoto  | Cao Yuan                                                     | Skoki do wody        | Wieża 10 m indywidualnie (m)                  | 547,50                                    | 10 sierpnia |
| Złoto  | Sun Yingsha Wang Manyu Chen Meng                             | Tenis stołowy        | Drużynowy (k)                                 | Japonia · W 3-0                           | 10 sierpnia |
| Złoto  | Wang Qianyi Wang Liuyi                                       | Pływanie artystyczne | Duety                                         | 566,4783                                  | 10 sierpnia |
| Złoto  | Li Qian                                                      | Boks                 | -75 kg (k)                                    | Bylon W 4-1                               | 10 sierpnia |
| Złoto  | Li Wenwen                                                    | Podnoszenie ciężarów | +81 kg (k)                                    | 309                                       | 11 sierpnia |
| Srebro | An Qixuan Li Jiaman Yang Xiaolei                             | Łucznictwo           | Drużynowo (k)                                 | Korea Południowa · P 4-6                  | 28 lipca    |
| Srebro | Huang Yuting                                                 | Strzelectwo          | Karabin pneumatyczny, 10 m (k)                | 251,8 (+10,3)                             | 29 lipca    |
| Srebro | Liu Yang Su Weide Xiao Ruoteng Zhang Boheng Zou Jingyuan     | Gimnastyka           | Wielobój drużynowy (m)                        | 259,062                                   | 29 lipca    |
| Srebro | Xu Jiayu                                                     | Pływanie             | 100 m st. grzbietowym (m)                     | 52,32                                     | 29 lipca    |
| Srebro | Tang Qianting                                                | Pływanie             | 100 m st. klasycznym (k)                      | 1:05,54                                   | 29 lipca    |
| Srebro | Qi Ying                                                      | Strzelectwo          | Trap (m)                                      | 44                                        | 30 lipca    |
| Srebro | Zhang Boheng                                                 | Gimnastyka           | Wielobój indywidualny (m)                     | 86,599                                    | 31 lipca    |
| Srebro | Wang Zisai                                                   | Gimnastyka           | Trampolina (m)                                | 61,890                                    | 2 sierpnia  |
| Srebro | Wang Xinyu Zhang Zhizhen                                     | Tenis ziemny         | Mikst                                         | Siniaková / Macháč P 1-2 (2:6, 7:5, 8:10) | 2 sierpnia  |
| Srebro | Sun Yingsha                                                  | Tenis stołowy        | Singel (k)                                    | Meng P 2-4                                | 3 sierpnia  |
| Srebro | Liu Shengshu Tan Ning                                        | Badminton            | Debel (k)                                     | Chiny · P 0-2                             | 3 sierpnia  |
| Srebro | Xu Jiayu Tang Qianting Zhang Yufei Pan Zhanle                | Pływanie             | 4 x 100 m st. zmiennym (mieszana)             | 3:37,55 ·                                 | 3 sierpnia  |
| Srebro | Qiu Qiyuan                                                   | Gimnastyka           | Ćwiczenia na poręczach asymetrycznych (k)     | 15,500                                    | 4 sierpnia  |
| Srebro | Zou Jingyuan                                                 | Gimnastyka           | Ćwiczenia na kółkach (m)                      | 15,233                                    | 4 sierpnia  |
| Srebro | Liang Weikeng Wang Chang                                     | Badminton            | Debel (m)                                     | Chińskie Tajpej · P 1-2                   | 4 sierpnia  |
| Srebro | He Bingjiao                                                  | Badminton            | Singel (k)                                    | Se-young P 0-2                            | 5 sierpnia  |
| Srebro | Zhou Yaqin                                                   | Gimnastyka           | Ćwiczenia na równoważni (k)                   | 14,100                                    | 5 sierpnia  |
| Srebro | Feng Bin                                                     | Lekkoatletyka        | Rzut dyskiem (k)                              | 67,51                                     | 5 sierpnia  |
| Srebro | Chen Yuxi                                                    | Skoki do wody        | Wieża 10 m indywidualnie (k)                  | 420,70                                    | 6 sierpnia  |
| Srebro | Cao Liguo                                                    | Zapasy               | -60 kg w st. klasycznym (m)                   | Fumita P 1-4                              | 6 sierpnia  |
| Srebro | Yang Wenlu                                                   | Boks                 | -60 kg (k)                                    | Harrington P 1-4                          | 6 sierpnia  |
| Srebro | Deng Lijuan                                                  | Wspinaczka sportowa  | Kobiety                                       | Mirosław · 6,18 ·                         | 7 sierpnia  |
| Srebro | Guo Qing                                                     | Taekwondo            | -49 kg (k)                                    | Wongpattanakit P 1-2                      | 7 sierpnia  |
| Srebro | Wu Peng                                                      | Wspinaczka sportowa  | Mężczyźni                                     | Leonardo · 4,77 ·                         | 8 sierpnia  |
| Srebro | Wang Zongyuan                                                | Skoki do wody        | Trampolina 3 m indywidualnie (m)              | 530,20                                    | 8 sierpnia  |
| Srebro | Chiny                                                        | Hokej na trawie      | Kobiety                                       | Holandia P 11-13                          | 9 sierpnia  |
| Srebro | Yang Liu                                                     | Boks                 | -66 kg (k)                                    | Khelif P 0-5                              | 9 sierpnia  |
| Brąz   | Cheng Yujie Wu Qingfeng Yu Yiting Yang Junxuan               | Pływanie             | 4 x 100 m st. dowolnym (k)                    | 3:30,30 ·                                 | 27 lipca    |
| Brąz   | Zhang Yufei                                                  | Pływanie             | 100 m st. motylkowym (k)                      | 56,21                                     | 28 lipca    |
| Brąz   | Xiao Ruoteng                                                 | Gimnastyka           | Wielobój indywidualny (m)                     | 86,364                                    | 31 lipca    |
| Brąz   | Ma Zhenzhao                                                  | Judo                 | -78 kg (k)                                    | Wagner W 1-0                              | 1 sierpnia  |
| Brąz   | Zhang Yufei                                                  | Pływanie             | 200 m st. motylkowym (k)                      | 2:05,09                                   | 1 sierpnia  |
| Brąz   | Tang Muhan Kong Yaqi Ge Chutong Liu Yaxin                    | Pływanie             | 4 x 200 m st. dowolnym (k)                    | 7:42,34                                   | 1 sierpnia  |
| Brąz   | Zhang Qiongyue                                               | Strzelectwo          | Karabin małokalibrowy, trzy postawy, 50 m (k) | 452,9                                     | 2 sierpnia  |
| Brąz   | Yan Langyu                                                   | Gimnastyka           | Trampolina (m)                                | 60,950                                    | 2 sierpnia  |
| Brąz   | Wang Shun                                                    | Pływanie             | 200 m st. zmiennym (m)                        | 1:56,00                                   | 2 sierpnia  |
| Brąz   | Zhang Yufei                                                  | Pływanie             | 50 m st. dowolnym (k)                         | 24,20                                     | 4 sierpnia  |
| Brąz   | Wang Xueer Tang Qianting Yu Yiting Wu Qingfeng               | Pływanie             | 4 x 100 m st. zmiennym (k)                    | 3:53,23                                   | 4 sierpnia  |
| Brąz   | Wang Xinjie                                                  | Strzelectwo          | Pistolet szybkostrzelny, 25 m (m)             | 23                                        | 5 sierpnia  |
| Brąz   | Zhang Boheng                                                 | Gimnastyka           | Ćwiczenia na drążku                           | 13,966                                    | 5 sierpnia  |
| Brąz   | Jiang Yiting Lyu Jianlin                                     | Strzelectwo          | Skeet (mikst)                                 | 44                                        | 5 sierpnia  |
| Brąz   | Meng Lingzhe                                                 | Zapasy               | -130 kg w st. klasycznym (m)                  | Ahmad W 5-2                               | 6 sierpnia  |
| Brąz   | Zhao Jie                                                     | Lekkoatletyka        | Rzut młotem (k)                               | 74,27                                     | 6 sierpnia  |
| Brąz   | Feng Ziqi                                                    | Zapasy               | -50 kg (k)                                    | Otgondżargal W 6-4                        | 7 sierpnia  |
| Brąz   | Pang Qianyu                                                  | Zapasy               | -53 kg (k)                                    | Chulan W 6-2 (F)                          | 8 sierpnia  |
| Brąz   | Liang Yushuai                                                | Taekwondo            | -68 kg (m)                                    | Sinden W w.o.                             | 8 sierpnia  |
| Brąz   | Chang Yani                                                   | Skoki do wody        | Trampolina 3 m indywidualnie (k)              | 318,75                                    | 9 sierpnia  |
| Brąz   | Song Jiayuan                                                 | Lekkoatletyka        | Pchnięcie kulą (k)                            | 19,23                                     | 9 sierpnia  |
| Brąz   | Hong Kexin                                                   | Zapasy               | -57 kg (k)                                    | Rodrigues W 10-0                          | 9 sierpnia  |
| Brąz   | Liu Qingyi                                                   | Breaking             | Kobiety                                       | Sardjoe W 2 (19) – 1 (8)                  | 9 sierpnia  |
| Brąz   | Lin Xiyu                                                     | Golf                 | Kobiety                                       | 281                                       | 10 sierpnia |

## Badminton
| Zawodnik                   | Kon.       | Faza grupowa              | Faza grupowa            | Faza grupowa             | Faza grupowa            | Faza grupowa | 1/8 finału       | Ćwierćfinały             | Półfinały        | Finał                    | Finał  | Źródło        |
| Zawodnik                   | Kon.       | Przeciwnik Wynik          | Przeciwnik Wynik        | Przeciwnik Wynik         | Przeciwnik Wynik        | Poz.         | Przeciwnik Wynik | Przeciwnik Wynik         | Przeciwnik Wynik | Przeciwnik Wynik         | Poz.   | Źródło        |
| -------------------------- | ---------- | ------------------------- | ----------------------- | ------------------------ | ----------------------- | ------------ | ---------------- | ------------------------ | ---------------- | ------------------------ | ------ | ------------- |
| Shi Yuqi                   | Singel (m) | Opti Anul.                | Toti W 2-0              | —                        | —                       | 1.           | BYE              | Vitidsarn P 0-2          | NQ               | NQ                       | 5.     | [ 29 ] [ 30 ] |
| Li Shifeng                 | Singel (m) | Künzi W 2-0               | Opeyori W 2-0           | —                        | —                       | 1.           | Yew P 0-2        | NQ                       | NQ               | NQ                       | 9.     | [ 29 ] [ 30 ] |
| Liang Weikeng Wang Chang   | Debel (m)  | Kanada · W 2-0            | Wielka Brytania · W 2-1 | Malezja · W 2-0          | —                       | 1.           | —                | Indonezja · W 2-0        | Malezja · W 2-1  | Chińskie Tajpej · P 1-2  | srebro | [ 31 ] [ 16 ] |
| Liu Yuchen Ou Xuanyi       | Debel (m)  | Stany Zjednoczone · W 2-0 | Dania · P 0-2           | Japonia · W 2-0          | Chińskie Tajpej · P 1-2 | 3.           | —                | NQ                       | NQ               | NQ                       | 9.     | [ 31 ] [ 16 ] |
| He Bingjiao                | Singel (k) | Az Zahra W 2-0            | Gilmour W 2-0           | —                        | —                       | 1.           | Sindhu W 2-0     | Yufei W 2-0              | Marín W krecz    | Se-young P 0-2           | srebro | [ 32 ] [ 17 ] |
| Chen Yufei                 | Singel (k) | Li W 2-1                  | Blichfeldt W 2-1        | —                        | —                       | 1.           | Bingjiao P 0-2   | NQ                       | NQ               | NQ                       | 9.     | [ 32 ] [ 17 ] |
| Chen Qingchen Jia Yifan    | Debel (k)  | Malezja · W 2-0           | Indonezja · W 2-0       | Japonia · W 2-0          | —                       | 1.           | —                | Bułgaria · W 2-0         | Malezja · W 2-1  | Chiny · W 2-0            | złoto  | [ 33 ] [ 7 ]  |
| Liu Shengshu Tan Ning      | Debel (k)  | Stany Zjednoczone · W 2-0 | Bułgaria · W 2-1        | Hongkong · W 2-0         | —                       | 1.           | —                | Korea Południowa · W 2-0 | Japonia · W 2-0  | Chiny · P 0-2            | srebro | [ 33 ] [ 7 ]  |
| Zheng Siwei Huang Yaqiong  | Mikst      | Francja · W 2-0           | Indonezja · W 2-0       | Korea Południowa · W 2-0 | —                       | 1.           | —                | Chiny · W 2-0            | Japonia · W 2-0  | Korea Południowa · W 2-0 | złoto  | [ 34 ] [ 6 ]  |
| Feng Yanzhe Huang Dongping | Mikst      | Stany Zjednoczone · W 2-0 | Singapur · W 2-0        | Malezja · P 1-2          | —                       | 2.           | —                | Chiny · P 0-2            | NQ               | NQ                       | 5.     | [ 34 ] [ 6 ]  |

## Boks
| Zawodnik                   | Konkurencja | 1/16             | 1/8              | Ćwierćfinał      | Półfinał         | Finał            | Finał   | Źródło |
| Zawodnik                   | Konkurencja | Przeciwnik Wynik | Przeciwnik Wynik | Przeciwnik Wynik | Przeciwnik Wynik | Przeciwnik Wynik | Miejsce | Źródło |
| -------------------------- | ----------- | ---------------- | ---------------- | ---------------- | ---------------- | ---------------- | ------- | ------ |
| Tuohetaerbieke Tanglatihan | -80 kg (m)  | BYE              | Pinales P 0-5    | NQ               | NQ               | NQ               | 9.      | [ 35 ] |
| Han Xuezhen                | -92 kg (m)  | —                | Reyes P 1-4      | NQ               | NQ               | NQ               | 9.      | [ 36 ] |
| Wu Yu                      | -50 kg (k)  | BYE              | Zareen W 5-0     | Raksat W 5-0     | Kyzaibay W 4-1   | Çakıroğlu W 4-1  | złoto   | [ 12 ] |
| Chang Yuan                 | -54 kg (k)  | BYE              | Lehane W 5-0     | Petrowa W 4-1    | Chol-mi W 3-2    | Akbaş W 5-0      | złoto   | [ 10 ] |
| Xu Zichun                  | -57 kg (k)  | Testa W 3-2      | Arboleda W 3-2   | Petecio P 0-5    | NQ               | NQ               | 5.      | [ 37 ] |
| Yang Wenlu                 | -60 kg (k)  | BYE              | Linh W 5-0       | Šadrina W 3-2    | Shih-yi W 5-0    | Harrington P 1-4 | srebro  | [ 19 ] |
| Yang Liu                   | -66 kg (k)  | BYE              | Panguana W 5-0   | Derieuw W 5-0    | Nien-chin W 4-1  | Khelif P 0-5     | srebro  | [ 21 ] |
| Li Qian                    | -75 kg (k)  | —                | Bacyadan W 5-0   | Borgohain W 4-1  | Parker W 5-0     | Bylon W 4-1      | złoto   | [ 13 ] |

## Breaking
| Zawodnik      | Pseudonim | Konkurencja | Kwalifikacje | Kwalifikacje | Ćwierćfinał                | Półfinał                   | Finał                    | Pozycja | Źródło |
| Zawodnik      | Pseudonim | Konkurencja | Punkty       | Miejsce      | Przeciwnik Wynik           | Przeciwnik Wynik           | Przeciwnik Wynik         | Pozycja | Źródło |
| ------------- | --------- | ----------- | ------------ | ------------ | -------------------------- | -------------------------- | ------------------------ | ------- | ------ |
| Qi Xiangyu    | Lithe-ing | Mężczyźni   | 27           | 3.           | NQ                         | NQ                         | NQ                       | 10.     | [ 38 ] |
| Liu Qingyi    | 671       | Kobiety     | 33           | 2.           | Pawłenko W 3 (20) – 0 (7)  | Baniewicz P 1 (9) – 2 (18) | Sardjoe W 2 (19) – 1 (8) | brąz    | [ 27 ] |
| Zeng Yingying | Ying Zi   | Kobiety     | 35           | 2.           | Baniewicz P 0 (1) – 3 (26) | NQ                         | NQ                       | 5.      | [ 27 ] |

## Gimnastyka

### Gimnastyka sportowa
Mężczyźni
| Zawodnik     | Konkurencja        | Kwalifikacje | Kwalifikacje | Kwalifikacje | Kwalifikacje | Kwalifikacje | Kwalifikacje | Kwalifikacje | Kwalifikacje | Finał    | Finał    | Finał    | Finał    | Finał    | Finał    | Finał   | Pozycja | Źródło |
| Zawodnik     | Konkurencja        | Przyrząd     | Przyrząd     | Przyrząd     | Przyrząd     | Przyrząd     | Przyrząd     | Razem        | Miejsce      | Przyrząd | Przyrząd | Przyrząd | Przyrząd | Przyrząd | Przyrząd | Razem   | Pozycja | Źródło |
| Zawodnik     | Konkurencja        | F            | PH           | R            | V            | PB           | HB           | Razem        | Miejsce      | F        | PH       | R        | V        | PB       | HB       | Razem   | Pozycja | Źródło |
| ------------ | ------------------ | ------------ | ------------ | ------------ | ------------ | ------------ | ------------ | ------------ | ------------ | -------- | -------- | -------- | -------- | -------- | -------- | ------- | ------- | ------ |
| Liu Yang     | Wielobój drużynowy | 13,200       | —            | 15,233       | 14,100       | —            | —            | —            | —            | —        | —        | 15,500   | —        | —        | —        | —       | —       |        |
| Su Weide     | Wielobój drużynowy | 13,300       | 6,666        | —            | 12,966       | —            | 14,400       | —            | —            | 14,333   | —        | —        | 12,766   | —        | 11,600   | —       | —       |        |
| Xiao Ruoteng | Wielobój drużynowy | 13,666       | 14,266       | 13,600       | 14,733       | 14,800       | 13,833       | 84,898       | 4.           | 13,966   | 14,333   | —        | 14,800   | 14,733   | 13,433   | —       | —       |        |
| Zhang Boheng | Wielobój drużynowy | 14,466       | 14,333       | 14,666       | 14,666       | 15,333       | 15,133       | 88,597       | 1.           | 14,233   | 14,433   | 14,833   | 14,533   | 15,100   | 14,733   | —       | —       |        |
| Zou Jingyuan | Wielobój drużynowy | —            | 14,600       | 15,300       | —            | 16,200       | —            | —            | —            | —        | 14,800   | 14,933   | —        | 16,000   | —        | —       | —       |        |
| Razem        | Wielobój drużynowy | 41,432       | 43,199       | 45,199       | 43,499       | 46,333       | 43,366       | 263,028      | 1.           | 42,532   | 43,466   | 45,266   | 42,099   | 45,833   | 39,766   | 259,062 | srebro  |        |

| Zawodnik     | Konkurencja                 | Kwalifikacje                            | Kwalifikacje                            | Kwalifikacje                            | Kwalifikacje                            | Kwalifikacje                            | Kwalifikacje                            | Kwalifikacje | Kwalifikacje | Finał    | Finał    | Finał    | Finał    | Finał    | Finał    | Finał  | Pozycja | Źródło |
| Zawodnik     | Konkurencja                 | Przyrząd                                | Przyrząd                                | Przyrząd                                | Przyrząd                                | Przyrząd                                | Przyrząd                                | Razem        | Miejsce      | Przyrząd | Przyrząd | Przyrząd | Przyrząd | Przyrząd | Przyrząd | Razem  | Pozycja | Źródło |
| Zawodnik     | Konkurencja                 | F                                       | PH                                      | R                                       | V                                       | PB                                      | HB                                      | Razem        | Miejsce      | F        | PH       | R        | V        | PB       | HB       | Razem  | Pozycja | Źródło |
| ------------ | --------------------------- | --------------------------------------- | --------------------------------------- | --------------------------------------- | --------------------------------------- | --------------------------------------- | --------------------------------------- | ------------ | ------------ | -------- | -------- | -------- | -------- | -------- | -------- | ------ | ------- | ------ |
| Xiao Ruoteng | Ćwiczenia na poręczach      | —                                       | —                                       | —                                       | —                                       | 14,800                                  | —                                       | 14,800       | 12.          | —        | —        | —        | —        | NQ       | —        | NQ     | NQ      |        |
| Xiao Ruoteng | Wielobój indywidualny       | Wyniki takie jak w wieloboju drużynowym | Wyniki takie jak w wieloboju drużynowym | Wyniki takie jak w wieloboju drużynowym | Wyniki takie jak w wieloboju drużynowym | Wyniki takie jak w wieloboju drużynowym | Wyniki takie jak w wieloboju drużynowym | 84,898       | 4.           | 14,333   | 14,266   | 13,800   | 14,833   | 14,766   | 14,366   | 86,364 | brąz    |        |
| Zhang Boheng | Wielobój indywidualny       | Wyniki takie jak w wieloboju drużynowym | Wyniki takie jak w wieloboju drużynowym | Wyniki takie jak w wieloboju drużynowym | Wyniki takie jak w wieloboju drużynowym | Wyniki takie jak w wieloboju drużynowym | Wyniki takie jak w wieloboju drużynowym | 88,597       | 1.           | 13,233   | 14,333   | 14,600   | 14,500   | 15,300   | 14,633   | 86,599 | srebro  |        |
| Zhang Boheng | Ćwiczenia wolne             | 14,466                                  | —                                       | —                                       | —                                       | —                                       | —                                       | 14,466       | 6.           | 13,933   | —        | —        | —        | —        | —        | 13,933 | 8.      |        |
| Zhang Boheng | Ćwiczenia na kółkach        | —                                       | —                                       | 14,666                                  | —                                       | —                                       | —                                       | 14,666       | 9.           | —        | —        | NQ       | —        | —        | —        | NQ     | NQ      |        |
| Zhang Boheng | Ćwiczenia na poręczach      | —                                       | —                                       | —                                       | —                                       | 15,333                                  | —                                       | 15,333       | 2.           | —        | —        | —        | —        | 15,100   | —        | 15,100 | 4.      |        |
| Zhang Boheng | Ćwiczenia na drążku         | —                                       | —                                       | —                                       | —                                       | —                                       | 15,133                                  | 15,133       | 1.           | —        | —        | —        | —        | —        | 13,966   | 13,966 | brąz    |        |
| Su Weide     | Ćwiczenia na drążku         | —                                       | —                                       | —                                       | —                                       | —                                       | 14,400                                  | 14,400       | 7.           | —        | —        | —        | —        | —        | 13,433   | 13,433 | 5.      |        |
| Liu Yang     | Ćwiczenia na kółkach        | —                                       | —                                       | 15,233                                  | —                                       | —                                       | —                                       | 15,233       | 2.           | —        | —        | 15,300   | —        | —        | —        | 15,300 | złoto   |        |
| Zou Jingyuan | Ćwiczenia na kółkach        | —                                       | —                                       | 15,300                                  | —                                       | —                                       | —                                       | 15,300       | 1.           | —        | —        | 15,233   | —        | —        | —        | 15,233 | srebro  |        |
| Zou Jingyuan | Ćwiczenia na poręczach      | —                                       | —                                       | —                                       | —                                       | 16,200                                  | —                                       | 16,200       | 1.           | —        | —        | —        | —        | 16,200   | —        | 16,200 | złoto   |        |
| Zou Jingyuan | Ćwiczenia na koniu z łękami | —                                       | 14,600                                  | —                                       | —                                       | —                                       | —                                       | 14,600       | 9.           | —        | NQ       | —        | —        | —        | —        | NQ     | NQ      |        |

Kobiety
| Zawodniczka | Konkurencja        | Kwalifikacje | Kwalifikacje | Kwalifikacje | Kwalifikacje | Kwalifikacje | Kwalifikacje | Finał    | Finał    | Finał    | Finał    | Finał   | Pozycja | Źródło |
| Zawodniczka | Konkurencja        | Przyrząd     | Przyrząd     | Przyrząd     | Przyrząd     | Razem        | Miejsce      | Przyrząd | Przyrząd | Przyrząd | Przyrząd | Razem   | Pozycja | Źródło |
| Zawodniczka | Konkurencja        | V            | UB           | BB           | F            | Razem        | Miejsce      | V        | UB       | BB       | F        | Razem   | Pozycja | Źródło |
| ----------- | ------------------ | ------------ | ------------ | ------------ | ------------ | ------------ | ------------ | -------- | -------- | -------- | -------- | ------- | ------- | ------ |
| Luo Huan    | Wielobój drużynowy | —            | 13,900       | 13,733       | —            | —            | —            | 13,166   | 13,933   | 13,900   | —        | —       | —       |        |
| Ou Yushan   | Wielobój drużynowy | 13,000       | 13,966       | 13,333       | 13,666       | 53,965       | 12.          | —        | —        | —        | 12,733   | —       | —       |        |
| Qiu Qiyuan  | Wielobój drużynowy | 13,233       | 15,066       | 13,533       | 13,166       | 54,998       | 8.           | 13,133   | 14,300   | 14,600   | —        | —       | —       |        |
| Zhang Yihan | Wielobój drużynowy | 13,833       | 14,700       | —            | 13,533       | —            | —            | 13,700   | 14,433   | —        | 12,733   | —       | —       |        |
| Zhou Yaqin  | Wielobój drużynowy | 13,033       | —            | 14,866       | 13,466       | —            | —            | —        | —        | 12,300   | 13,200   | —       | —       |        |
| Razem       | Wielobój drużynowy | 40,099       | 43,732       | 42,132       | 40,665       | 166,628      | 3.           | 39,999   | 42,666   | 40,800   | 38,666   | 162,131 | 6.      |        |

| Zawodniczka | Konkurencja                           | Kwalifikacje                            | Kwalifikacje                            | Kwalifikacje                            | Kwalifikacje                            | Kwalifikacje | Kwalifikacje | Finał    | Finał    | Finał    | Finał    | Finał  | Pozycja | Źródło |
| Zawodniczka | Konkurencja                           | Przyrząd                                | Przyrząd                                | Przyrząd                                | Przyrząd                                | Razem        | Miejsce      | Przyrząd | Przyrząd | Przyrząd | Przyrząd | Razem  | Pozycja | Źródło |
| Zawodniczka | Konkurencja                           | V                                       | UB                                      | BB                                      | F                                       | Razem        | Miejsce      | V        | UB       | BB       | F        | Razem  | Pozycja | Źródło |
| ----------- | ------------------------------------- | --------------------------------------- | --------------------------------------- | --------------------------------------- | --------------------------------------- | ------------ | ------------ | -------- | -------- | -------- | -------- | ------ | ------- | ------ |
| Qiu Qiyuan  | Ćwiczenia na poręczach asymetrycznych | —                                       | 15,066                                  | —                                       | —                                       | 15,066       | 2.           | —        | 15,500   | —        | —        | 15,500 | srebro  |        |
| Qiu Qiyuan  | Wielobój indywidualny                 | Wyniki takie jak w wieloboju drużynowym | Wyniki takie jak w wieloboju drużynowym | Wyniki takie jak w wieloboju drużynowym | Wyniki takie jak w wieloboju drużynowym | 54,998       | 8.           | 13,133   | 13,900   | 14,500   | 13,233   | 54,766 | 7.      |        |
| Ou Yushan   | Wielobój indywidualny                 | Wyniki takie jak w wieloboju drużynowym | Wyniki takie jak w wieloboju drużynowym | Wyniki takie jak w wieloboju drużynowym | Wyniki takie jak w wieloboju drużynowym | 53,965       | 12.          | 12,966   | 13,966   | 14,033   | 11,933   | 52,898 | 16.     |        |
| Ou Yushan   | Ćwiczenia wolne                       | —                                       | —                                       | —                                       | 13,666                                  | 13,666       | 6.           | —        | —        | —        | 13,000   | 13,000 | 8.      |        |
| Zhang Yihan | Ćwiczenia wolne                       | —                                       | —                                       | —                                       | 13,533                                  | 13,533       | 10.          | —        | —        | —        | NQ       | NQ     | NQ      |        |
| Zhang Yihan | Ćwiczenia na poręczach asymetrycznych | —                                       | 14,700                                  | —                                       | —                                       | 14,700       | 5.           | —        | 12,800   | —        | —        | 12,800 | 8.      |        |
| Zhou Yaqin  | Ćwiczenia wolne                       | —                                       | —                                       | —                                       | 13,466                                  | 13,466       | 14.          | —        | —        | —        | NQ       | NQ     | NQ      |        |
| Zhou Yaqin  | Ćwiczenia na równoważni               | —                                       | —                                       | 14,866                                  | —                                       | 14,866       | 1.           | —        | —        | 14,100   | —        | 14,100 | srebro  |        |
| Luo Huan    | Ćwiczenia na równoważni               | —                                       | —                                       | 13,733                                  | —                                       | 13,733       | 11.          | —        | —        | NQ       | —        | NQ     | NQ      |        |

### Gimnastyka artystyczna
| Zawodniczka                                                  | Konkurencja | Kwalifikacje | Kwalifikacje | Kwalifikacje | Kwalifikacje | Finał  | Finał  | Finał  | Finał   | Źródła |
| Zawodniczka                                                  | Konkurencja | P            | OM           | Razem        | Pozycja      | P      | OM     | Razem  | Pozycja | Źródła |
| ------------------------------------------------------------ | ----------- | ------------ | ------------ | ------------ | ------------ | ------ | ------ | ------ | ------- | ------ |
| Guo Qiqi Hao Ting Huang Zhangjiayang Wang Lanjing Ding Xinyi | Drużynowo   | 35,500       | 32,400       | 67,900       | 5.           | 36,950 | 32,850 | 69,800 | złoto   |        |

| Zawodniczka | Konkurencja   | Kwalifikacje | Kwalifikacje | Kwalifikacje | Kwalifikacje | Kwalifikacje | Kwalifikacje | Finał  | Finał  | Finał  | Finał  | Finał   | Finał   | Źródła        |
| Zawodniczka | Konkurencja   | O            | P            | M            | W            | Razem        | Pozycja      | O      | P      | M      | W      | Razem   | Pozycja | Źródła        |
| ----------- | ------------- | ------------ | ------------ | ------------ | ------------ | ------------ | ------------ | ------ | ------ | ------ | ------ | ------- | ------- | ------------- |
| Wang Zilu   | Indywidualnie | 34,200       | 32,000       | 30,650       | 31,250       | 128,100      | 10.          | 35,250 | 32,700 | 34,300 | 29,300 | 131,550 | 7.      | [ 39 ] [ 40 ] |

### Skoki na trampolinie
| Zawodnik    | Konkurencja | Eliminacje | Eliminacje | Finał  | Finał   | Źródło        |
| Zawodnik    | Konkurencja | Punkty     | Pozycja    | Punkty | Pozycja | Źródło        |
| ----------- | ----------- | ---------- | ---------- | ------ | ------- | ------------- |
| Wang Zisai  | Mężczyźni   | 62,230     | 2.         | 61,890 | srebro  | [ 41 ] [ 15 ] |
| Yan Langyu  | Mężczyźni   | 62,220     | 3.         | 60,950 | brąz    | [ 41 ] [ 15 ] |
| Zhu Xueying | Kobiety     | 56,720     | 1.         | 55,510 | 4.      | [ 42 ] [ 43 ] |
| Hu Yicheng  | Kobiety     | 56,270     | 3.         | 11,790 | 8.      | [ 42 ] [ 43 ] |

## Golf
| Zawodnik    | Konkurencja | Runda 1 | Runda 2 | Runda 3 | Runda 4 | Łącznie | Łącznie | Łącznie | Źródło |
| Zawodnik    | Konkurencja | Wynik   | Wynik   | Wynik   | Wynik   | Wynik   | Par     | Pozycja | Źródło |
| ----------- | ----------- | ------- | ------- | ------- | ------- | ------- | ------- | ------- | ------ |
| Dou Zecheng | Mężczyźni   | 69      | 70      | 77      | 73      | 289     | +5      | 53.     | [ 44 ] |
| Yuan Yechun | Mężczyźni   | 70      | 72      | 78      | 72      | 292     | +8      | 56.     | [ 44 ] |
| Lin Xiyu    | Kobiety     | 71      | 70      | 71      | 69      | 281     | -7      | brąz    | [ 28 ] |
| Yin Ruoning | Kobiety     | 72      | 65      | 75      | 72      | 284     | -4      | 10.     | [ 28 ] |

## Hokej na trawie
| Konkurencja | Faza grupowa     | Faza grupowa     | Faza grupowa     | Faza grupowa     | Faza grupowa     | Faza grupowa | Ćwierćfinały      | Półfinały        | Finał              | Pozycja | Źródło |
| Konkurencja | Przeciwnik Wynik | Przeciwnik Wynik | Przeciwnik Wynik | Przeciwnik Wynik | Przeciwnik Wynik | Pozycja      | Przeciwnik Wynik  | Przeciwnik Wynik | Przeciwnik Wynik   | Pozycja | Źródło |
| ----------- | ---------------- | ---------------- | ---------------- | ---------------- | ---------------- | ------------ | ----------------- | ---------------- | ------------------ | ------- | ------ |
| Kobiety     | Belgia · P 1-2   | Japonia · W 5-0  | Holandia · P 0-3 | Niemcy · P 2-4   | Francja · W 7-1  | 4.           | Australia · W 3-2 | Belgia · W 13-12 | Holandia · P 11-13 | srebro  |        |

## Jeździectwo
| Zawodnik      | Konkurencja        | Koń                     | Ujeżdżenie | Ujeżdżenie | Cross country | Cross country | Cross country | Skoki        | Skoki        | Skoki        | Skoki | Skoki | Skoki | Źródło |
| Zawodnik      | Konkurencja        | Koń                     | Ujeżdżenie | Ujeżdżenie | Cross country | Cross country | Cross country | Kwalifikacje | Kwalifikacje | Kwalifikacje | Finał | Finał | Finał | Źródło |
| Zawodnik      | Konkurencja        | Koń                     | Kary       | Poz.       | Kary          | Suma          | Poz.          | Kary         | Suma         | Poz.         | Kary  | Suma  | Poz.  | Źródło |
| ------------- | ------------------ | ----------------------- | ---------- | ---------- | ------------- | ------------- | ------------- | ------------ | ------------ | ------------ | ----- | ----- | ----- | ------ |
| Alex Hua Tian | WKKW indywidualnie | Jilsonne Van Bareelhof  | 22         | 3.         | 20,6          | 42,6          | 32.           | 1,6          | 44,2         | 25.          | 8,0   | 52,2  | 25.   | [ 45 ] |
| Sun Huadong   | WKKW indywidualnie | Lady Chin V'T Moerven Z | 33,6       | 36.        | EL            | EL            | EL            | EL           | EL           | EL           | NQ    | NQ    | NQ    | [ 45 ] |

## Judo
| Zawodnik     | Konkurencja | 1/16 finału       | 1/8 finału       | Ćwierćfinał      | Półfinał         | Repasaże           | Finał / 3. miejsce | Finał / 3. miejsce | Źródła |
| Zawodnik     | Konkurencja | Przeciwnik Wynik  | Przeciwnik Wynik | Przeciwnik Wynik | Przeciwnik Wynik | Przeciwnik Wynik   | Przeciwnik Wynik   | Pozycja            | Źródła |
| ------------ | ----------- | ----------------- | ---------------- | ---------------- | ---------------- | ------------------ | ------------------ | ------------------ | ------ |
| Guo Zongying | -48 kg (k)  | Laborde P 0-10    | NQ               | NQ               | NQ               | NQ                 | NQ                 | 17.                | [ 46 ] |
| Zhu Yeqing   | -52 kg (k)  | Khorloodoi P 0-10 | NQ               | NQ               | NQ               | NQ                 | NQ                 | 17.                | [ 47 ] |
| Cai Qi       | -57 kg (k)  | Pardayeva P 0-10  | NQ               | NQ               | NQ               | NQ                 | NQ                 | 17.                | [ 48 ] |
| Tang Jing    | -63 kg (k)  | Watanabe W 10-0   | Fazliu P 0-10    | NQ               | NQ               | NQ                 | NQ                 | 9.                 | [ 49 ] |
| Ma Zhenzhao  | -78 kg (k)  | BYE               | Hyun-ji W 10-1   | Sampaio P 0-10   | NQ               | Litwinienko W 10-0 | Wagner W 1-0       | brąz               | [ 22 ] |
| Xu Shiyan    | +78 kg (k)  | BYE               | Sone P 0-1       | NQ               | NQ               | NQ                 | NQ                 | 9.                 | [ 50 ] |

## Kajakarstwo
Kajakarstwo górskie
| Zawodnik   | Konkurencja    | Eliminacje | Eliminacje | Eliminacje | Eliminacje | Eliminacje | Eliminacje | Półfinały | Półfinały | Finał | Finał   | Źródło               |
| Zawodnik   | Konkurencja    | P 1        | M.         | P 2        | M.         | Razem      | M.         | Czas      | Miejsce   | Czas  | Miejsce | Źródło               |
| ---------- | -------------- | ---------- | ---------- | ---------- | ---------- | ---------- | ---------- | --------- | --------- | ----- | ------- | -------------------- |
| Quan Xin   | Slalom K-1 (m) | 87,23      | 11.        | 89,90      | 10.        | 87,23      | 11.        | 95,95     | 11.       | 94,75 | 11.     | [ 51 ] [ 52 ] [ 53 ] |
| Huang Juan | Slalom C-1 (k) | 112,88     | 15.        | 108,47     | 11.        | 108,47     | 14.        | 121,64    | 15.       | NQ    | NQ      | [ 54 ] [ 55 ]        |
| Li Shiting | Slalom K-1 (k) | 110,39     | 23.        | 101,63     | 20.        | 101,63     | 20.        | 111,04    | 16.       | NQ    | NQ      | [ 56 ] [ 57 ]        |

| Zawodnik   | Konkurencja   | Kwalifikacje | Kwalifikacje | Runda 1 | Repasaże | Eliminacje | Ćwierćfinały | Półfinały | Finał   | Pozycja | Źródło               |
| Zawodnik   | Konkurencja   | Czas         | Miejsce      | Miejsce | Miejsce  | Miejsce    | Miejsce      | Miejsce   | Miejsce | Pozycja | Źródło               |
| ---------- | ------------- | ------------ | ------------ | ------- | -------- | ---------- | ------------ | --------- | ------- | ------- | -------------------- |
| Quan Xin   | Cross K-1 (m) | 69,13        | 13.          | 1.      | BYE      | 4.         | NQ           | NQ        | NQ      | 26.     | [ 58 ] [ 59 ]        |
| Li Shiting | Cross K-1 (k) | 77,40        | 25.          | 3.      | 3.       | NQ         | NQ           | NQ        | NQ      | 34.     | [ 60 ] [ 61 ] [ 62 ] |

Kajakarstwo klasyczne
| Zawodnik                                    | Konkurencja    | Eliminacje | Eliminacje | Ćwierćfinały | Ćwierćfinały | Półfinały | Półfinały | Finał A/B | Finał A/B | Pozycja | Źródło |
| Zawodnik                                    | Konkurencja    | Czas       | Pozycja    | Czas         | Pozycja      | Czas      | Pozycja   | Czas      | Pozycja   | Pozycja | Źródło |
| ------------------------------------------- | -------------- | ---------- | ---------- | ------------ | ------------ | --------- | --------- | --------- | --------- | ------- | ------ |
| Ji Bowen                                    | C-1 1000 m (m) | 4:02,85    | 5.         | 3:56,36      | 2.           | 3:46,48   | 7.        | 3:58,13   | 7. (FB)   | 15.     |        |
| Liu Hao                                     | C-1 1000 m (m) | 3:45,85    | 2.         | BYE          | BYE          | 4:01,95   | 7.        | 3:52,25   | 5. (FB)   | 13.     |        |
| Liu Hao Ji Bowen                            | C-2 500 m (m)  | 1:37,40 ·  | 1.         | BYE          | BYE          | 1:40,83   | 1.        | 1:39,48   | 1.        | złoto   |        |
| Zhang Dong                                  | K-1 1000 m (m) | 3:35,83    | 4.         | 3:37,75      | 4.           | NQ        | NQ        | NQ        | NQ        | 21.     |        |
| Zhang Dong Bu Tingkai                       | K-2 500 m (m)  | 1:36,79    | 4.         | 1:29,58      | 4.           | NQ        | NQ        | NQ        | NQ        | 17.     |        |
| Bu Tingkai Wang Congkang Zhang Dong Dong Yi | K-4 500 m (m)  | 1:25,00    | 5.         | 1:21,31      | 7.           | NQ        | NQ        | NQ        | NQ        | 11.     |        |
| Lin Wenjun                                  | C-1 200 m (k)  | 46,84      | 3.         | 48,13        | 2.           | 45,70     | 4.        | 45,23     | 7.        | 7.      |        |
| Xu Shixiao Sun Mengya                       | C-2 500 m (k)  | 1:54,45    | 1.         | BYE          | BYE          | 1:53,73 · | 1.        | 1:52,81 · | 1.        | złoto   |        |
| Wang Nan                                    | K-1 500 m (k)  | 1:51,28    | 1.         | BYE          | BYE          | 1:50,96   | 2.        | 1:50,89   | 5.        | 5.      |        |
| Yin Mengdie                                 | K-1 500 m (k)  | 1:52,29    | 4.         | 1:49,74      | 2.           | 1:50,52   | 4.        | 1:53,25   | 5. (FB)   | 13.     |        |
| Yu Shimeng Chen Yule                        | K-2 500 m (k)  | 1:42,70    | 2.         | BYE          | BYE          | 1:44,45   | 8.        | 1:46,26   | 6. (FB)   | 14.     |        |
| Li Dongyin Yin Mengdie Wang Nan Sun Yuewen  | K-4 500 m (k)  | 1:33,64    | 3.         | —            | —            | BYE       | BYE       | 1:33,57   | 5.        | 5.      |        |

## Kolarstwo

### Kolarstwo szosowe
| Zawodnik    | Konkurencja                    | Czas     | Pozycja | Źródło |
| ----------- | ------------------------------ | -------- | ------- | ------ |
| Tang Xin    | Jazda indywidualna na czas (k) | 45:59,44 | 32.     | [ 63 ] |
| Tang Xin    | Wyścig ze startu wspólnego (k) | DNF      | DNF     |        |
| Lü Xianjing | Wyścig ze startu wspólnego (m) | 6:39:27  | 68.     |        |

### Kolarstwo torowe
Sprint
| Zawodnik    | Konk.     | Kwalifikacje         | Kwalifikacje | Runda 1         | Repasaż 1                   | Runda 2         | Repasaż 2       | Runda 3         | Repasaż 3       | Ćwierćfinały    | Półfinały       | Finał / 3. miejsce | Finał / 3. miejsce | Źródło               |
| Zawodnik    | Konk.     | Czas Prędkość (km/h) | Poz.         | Przeciwnik Czas | Przeciwnik Czas             | Przeciwnik Czas | Przeciwnik Czas | Przeciwnik Czas | Przeciwnik Czas | Przeciwnik Czas | Przeciwnik Czas | Przeciwnik Czas    | Poz.               | Źródło               |
| ----------- | --------- | -------------------- | ------------ | --------------- | --------------------------- | --------------- | --------------- | --------------- | --------------- | --------------- | --------------- | ------------------ | ------------------ | -------------------- |
| Bao Shanju  | Kobiety   | 10,744               | 22.          | Andrews 11,298  | van der Peet Verdugo 11,282 | NQ              | NQ              | NQ              | NQ              | NQ              | NQ              | NQ                 | NQ                 | [ 64 ] [ 65 ] [ 66 ] |
| Yuan Liying | Kobiety   | DNS                  | DNS          | NQ              | NQ                          | NQ              | NQ              | NQ              | NQ              | NQ              | NQ              | NQ                 | NQ                 | [ 64 ] [ 65 ] [ 66 ] |
| Zhou Yu     | Mężczyźni | 9,514                | 18.          | Turnbull 10,01  | En Fa Spiegel 10,131        | NQ              | NQ              | NQ              | NQ              | NQ              | NQ              | NQ                 | NQ                 | [ 67 ] [ 68 ] [ 69 ] |
| Liu Qi      | Mężczyźni | 9,904                | 28.          | NQ              | NQ                          | NQ              | NQ              | NQ              | NQ              | NQ              | NQ              | NQ                 | NQ                 | [ 67 ] [ 68 ] [ 69 ] |

Sprint drużynowy
| Zawodnik                          | Konkurencja | Kwalifikacje | Kwalifikacje | Półfinały          | Półfinały | Finał           | Finał   | Źródło |
| Zawodnik                          | Konkurencja | Czas         | Miejsce      | Przeciwnik         | Miejsce   | Przeciwnik      | Miejsce | Źródło |
| --------------------------------- | ----------- | ------------ | ------------ | ------------------ | --------- | --------------- | ------- | ------ |
| Guo Yufang Bao Shanju Yuan Liying | Kobiety     | 46,458       | 5.           | Holandia · 46,362  | 6.        | Meksyk · 46,572 | 6.      |        |
| Guo Shuai Zhou Yu Liu Qi          | Mężczyźni   | 42,606       | 6.           | Australia · 42,635 | 7.        | Kanada · 42,532 | 7.      |        |

Keirin
| Zawodnik    | Konkurencja | Eliminacje | Repasaże | Ćwierćfinały | Półfinały | Finał   | Źródło |
| Zawodnik    | Konkurencja | Miejsce    | Miejsce  | Miejsce      | Miejsce   | Miejsce | Źródło |
| ----------- | ----------- | ---------- | -------- | ------------ | --------- | ------- | ------ |
| Yuan Liying | Kobiety     | 2.         | BYE      | 5.           | NQ        | NQ      |        |
| Guo Yufang  | Kobiety     | 2.         | BYE      | 5.           | NQ        | NQ      |        |
| Zhou Yu     | Mężczyźni   | 4.         | 5.       | NQ           | NQ        | NQ      |        |
| Liu Qi      | Mężczyźni   | 3.         | 3.       | NQ           | NQ        | NQ      |        |

Omnium
| Zawodnik  | Konkurencja | Scratch | Scratch | Wyścig tempowy | Wyścig tempowy | Wyścig eliminacyjny | Wyścig eliminacyjny | Wyścig punktowy | Wyścig punktowy | Wyścig punktowy | Suma punktów | Pozycja | Źródło |
| Zawodnik  | Konkurencja | Miejsce | Punkty  | Miejsce        | Punkty         | Miejsce             | Punkty              | Sprint          | Okrążenia       | Miejsce         | Suma punktów | Pozycja | Źródło |
| --------- | ----------- | ------- | ------- | -------------- | -------------- | ------------------- | ------------------- | --------------- | --------------- | --------------- | ------------ | ------- | ------ |
| Liu Jiali | Kobiety     | 12.     | 18      | 16.            | 10             | 16.                 | 10                  | 0               | 0               | 20.             | 38           | 19.     | [ 70 ] |

### Kolarstwo górskie
| Zawodnik    | Konkurencja       | Czas    | Pozycja | Źródło |
| ----------- | ----------------- | ------- | ------- | ------ |
| Zhifan Wu   | Cross-country (k) | 1:36:07 | 22.     | [ 71 ] |
| Mi Jiujiang | Cross-country (m) | LAP     | 33.     | [ 72 ] |

### BMX
| Zawodnik   | Konkurencja   | Eliminacje | Eliminacje | Finał | Finał   | Źródło       |
| Zawodnik   | Konkurencja   | Wynik      | Miejsce    | Wynik | Miejsce | Źródło       |
| ---------- | ------------- | ---------- | ---------- | ----- | ------- | ------------ |
| Deng Yawen | Freestyle (k) | 91,03      | 2.         | 92,60 | złoto   | [ 73 ] [ 2 ] |
| Sun Jiaqi  | Freestyle (k) | 87,83      | 3.         | 70,80 | 7.      | [ 73 ] [ 2 ] |

## Koszykówka
Turniej 5×5
| Konkurencja | Faza grupowa      | Faza grupowa     | Faza grupowa      | Faza grupowa | Ćwierćfinały     | Półfinały        | Finał            | Pozycja | Źródło |
| Konkurencja | Przeciwnik Wynik  | Przeciwnik Wynik | Przeciwnik Wynik  | Pozycja      | Przeciwnik Wynik | Przeciwnik Wynik | Przeciwnik Wynik | Pozycja | Źródło |
| ----------- | ----------------- | ---------------- | ----------------- | ------------ | ---------------- | ---------------- | ---------------- | ------- | ------ |
| Kobiety     | Hiszpania P 89-90 | Serbia P 59-81   | Portoryko W 80-58 | 3.           | NQ               | NQ               | NQ               | 9.      | [ 74 ] |

Turniej 3×3
| Konkurencja | Faza grupowa     | Faza grupowa     | Faza grupowa      | Faza grupowa      | Faza grupowa     | Faza grupowa              | Faza grupowa              | Faza grupowa | Ćwierćfinały              | Półfinały        | Finał            | Pozycja | Źródło |
| Konkurencja | Przeciwnik Wynik | Przeciwnik Wynik | Przeciwnik Wynik  | Przeciwnik Wynik  | Przeciwnik Wynik | Przeciwnik Wynik          | Przeciwnik Wynik          | Pozycja      | Przeciwnik Wynik          | Przeciwnik Wynik | Przeciwnik Wynik | Pozycja | Źródło |
| ----------- | ---------------- | ---------------- | ----------------- | ----------------- | ---------------- | ------------------------- | ------------------------- | ------------ | ------------------------- | ---------------- | ---------------- | ------- | ------ |
| Mężczyźni   | Holandia P 16-21 | Serbia W 21-15   | Łotwa P 8-22      | Polska P 17-22    | Litwa P 16-21    | Stany Zjednoczone P 17-21 | Francja P 12-21           | 8.           | NQ                        | NQ               | NQ               | 8.      | [ 75 ] |
| Kobiety     | Francja W 21-19  | Kanada P 11-21   | Australia P 15-21 | Hiszpania W 14-11 | Niemcy P 15-18   | Azerbejdżan P 19-21       | Stany Zjednoczone P 12-14 | 6.           | Stany Zjednoczone P 13-21 | NQ               | NQ               | 6.      | [ 76 ] |

## Lekkoatletyka

### Konkurencje biegowe
| Zawodnik                                        | Konkurencja                        | Eliminacje | Eliminacje | I runda | I runda | Repasaże | Repasaże | Półfinał | Półfinał | Finał     | Finał   | Pozycja | Źródło                      |
| Zawodnik                                        | Konkurencja                        | Wynik      | Miejsce    | Wynik   | Miejsce | Wynik    | Miejsce  | Wynik    | Miejsce  | Wynik     | Miejsce | Pozycja | Źródło                      |
| ----------------------------------------------- | ---------------------------------- | ---------- | ---------- | ------- | ------- | -------- | -------- | -------- | -------- | --------- | ------- | ------- | --------------------------- |
| Xie Zhenye                                      | 100 m (m)                          | BYE        | BYE        | 10,16   | 4.      | —        | —        | NQ       | NQ       | NQ        | NQ      | 28.     | [ 77 ]                      |
| Xu Zhuoyi                                       | 110 m przez płotki (m)             | —          | —          | 13,40   | 1.      | BYE      | BYE      | 13,48    | 7.       | NQ        | NQ      | 21.     | [ 78 ] [ 79 ] [ 80 ] [ 81 ] |
| Liu Junxi                                       | 110 m przez płotki (m)             | —          | —          | 13,54   | 6.      | 13.52    | 3.       | NQ       | NQ       | NQ        | NQ      |         | [ 78 ] [ 79 ] [ 80 ] [ 81 ] |
| Qin Weibo                                       | 110 m przez płotki (m)             | —          | —          | 13,64   | 6.      | 13,44    | 1.       | 13,41    | 6.       | NQ        | NQ      | 16.     | [ 78 ] [ 79 ] [ 80 ] [ 81 ] |
| Xie Zhiyu                                       | 400 m przez płotki (m)             | —          | —          | 49,90   | 8.      | 49,59    | 4.       | NQ       | NQ       | NQ        | NQ      |         | [ 82 ] [ 83 ]               |
| Deng Zhijian Xie Zhenye Yan Haibin Chen Jiapeng | 4 x 100 m (m)                      | —          | —          | 38,24   | 1.      | —        | —        | —        | —        | 38,06 ·   | 7.      | 7.      | [ 84 ] [ 85 ]               |
| Wu Xiangdong                                    | Maraton (m)                        | —          | —          | —       | —       | —        | —        | —        | —        | 2:12:34   | 40.     | 40.     | [ 86 ]                      |
| Yang Shaohui                                    | Maraton (m)                        | —          | —          | —       | —       | —        | —        | —        | —        | 2:14:48   | 55.     | 55.     | [ 86 ]                      |
| He Jie                                          | Maraton (m)                        | —          | —          | —       | —       | —        | —        | —        | —        | 2:22:31   | 67.     | 67.     | [ 86 ]                      |
| Zhang Jun                                       | Chód 20 km (m)                     | —          | —          | —       | —       | —        | —        | —        | —        | 1:19:56   | 10.     | 10.     | [ 87 ]                      |
| Li Yandong                                      | Chód 20 km (m)                     | —          | —          | —       | —       | —        | —        | —        | —        | 1:22:46   | 31.     | 31.     | [ 87 ]                      |
| Wang Zhaozhao                                   | Chód 20 km (m)                     | —          | —          | —       | —       | —        | —        | —        | —        | 1:23:40   | 36.     | 36.     | [ 87 ]                      |
| Ge Manqi                                        | 100 m (k)                          | BYE        | BYE        | 11,45   | 6.      | —        | —        | NQ       | NQ       | NQ        | NQ      |         | [ 88 ]                      |
| Yuting Li                                       | 200 m (k)                          | —          | —          | 23,31   | 7.      | 23,24    | 3.       | NQ       | NQ       | NQ        | NQ      |         | [ 89 ] [ 90 ]               |
| Wu Yanni                                        | 100 m przez płotki (k)             | —          | —          | 12,97   | 6.      | 12,98    | 4.       | NQ       | NQ       | NQ        | NQ      |         | [ 91 ]                      |
| Lin Yuwei                                       | 100 m przez płotki (k)             | —          | —          | 13,24   | 7.      | 13,13    | 6.       | NQ       | NQ       | NQ        | NQ      |         | [ 91 ]                      |
| Mo Jiadie                                       | 400 m przez płotki (k)             | —          | —          | 55,43   | 6.      | 54,75 ·  | 1.       | 55,63    | 9.       | NQ        | NQ      |         | [ 92 ] [ 93 ] [ 94 ]        |
| Xu Shuangshuang                                 | 3000 m z przeszkodami (k)          | —          | —          | 9:43,50 | 12.     | —        | —        | —        | —        | NQ        | NQ      | 36.     | [ 95 ]                      |
| Zhang Deshun                                    | Maraton (k)                        | —          | —          | —       | —       | —        | —        | —        | —        | 2:36:47   | 59.     | 59.     | [ 96 ]                      |
| Xia Yuyu                                        | Maraton (k)                        | —          | —          | —       | —       | —        | —        | —        | —        | 2:42:10   | 72.     | 72.     | [ 96 ]                      |
| Bai Li                                          | Maraton (k)                        | —          | —          | —       | —       | —        | —        | —        | —        | 2:44:44   | 76.     | 76.     | [ 96 ]                      |
| Yang Jiayu                                      | Chód 20 km (k)                     | —          | —          | —       | —       | —        | —        | —        | —        | 1:25:54 · | złoto   | złoto   | [ 5 ]                       |
| Ma Zhenxia                                      | Chód 20 km (k)                     | —          | —          | —       | —       | —        | —        | —        | —        | 1:29:15   | 11.     | 11.     | [ 5 ]                       |
| Liu Hong                                        | Chód 20 km (k)                     | —          | —          | —       | —       | —        | —        | —        | —        | 1:31:24   | 21.     | 21.     | [ 5 ]                       |
| He Xianghong Qieyang Shijie                     | Chód na dystansie maratonu (mikst) | —          | —          | —       | —       | —        | —        | —        | —        | 2:59:13   | 14.     | 14.     | [ 97 ]                      |
| Zhang Jun Yang Jiayu                            | Chód na dystansie maratonu (mikst) | —          | —          | —       | —       | —        | —        | —        | —        | 3:00:43   | 15.     | 15.     | [ 97 ]                      |

### Konkurencje techniczne
| Zawodnik      | Konkurencja        | Kwalifikacje | Kwalifikacje | Finał  | Finał   | Źródło          |
| Zawodnik      | Konkurencja        | Wynik        | Miejsce      | Wynik  | Miejsce | Źródło          |
| ------------- | ------------------ | ------------ | ------------ | ------ | ------- | --------------- |
| Wang Zhen     | Skok wzwyż (m)     | 2,20         | 19.          | NQ     | NQ      | [ 98 ]          |
| Huang Bokai   | Skok o tyczce (m)  | 5,75         | 9.           | 5,80 · | 7.      | [ 99 ] [ 100 ]  |
| Yao Jie       | Skok o tyczce (m)  | 5,60         | 20.          | NQ     | NQ      | [ 99 ] [ 100 ]  |
| Zhong Tao     | Skok o tyczce (m)  | 5,40         | 26.          | NQ     | NQ      | [ 99 ] [ 100 ]  |
| Wang Jianan   | Skok w dal (m)     | 8,12 ·       | 3.           | 8,03   | 8.      | [ 101 ] [ 102 ] |
| Zhang Mingkun | Skok w dal (m)     | 7,92         | 9.           | 8,07   | 7.      | [ 101 ] [ 102 ] |
| Shi Yuhao     | Skok w dal (m)     | 7,68         | 24.          | NQ     | NQ      | [ 101 ] [ 102 ] |
| Zhu Yaming    | Trójskok (m)       | 16,91        | 8.           | 16,76  | 10.     | [ 103 ] [ 104 ] |
| Su Wen        | Trójskok (m)       | 16,70        | 16.          | NQ     | NQ      | [ 103 ] [ 104 ] |
| Fang Yaoqing  | Trójskok (m)       | 15,85        | 31.          | NQ     | NQ      | [ 103 ] [ 104 ] |
| Wang Qi       | Rzut młotem (m)    | 72,52        | 19.          | NQ     | NQ      | [ 105 ]         |
| Niu Chunge    | Skok o tyczce (k)  | 4,40         | 22.          | NQ     | NQ      |                 |
| Xiong Shiqi   | Skok w dal (k)     | 6,58         | 13.          | NQ     | NQ      |                 |
| Zeng Rui      | Trójskok (k)       | 13,69        | 24.          | NQ     | NQ      | [ 106 ]         |
| Gong Lijiao   | Pchnięcie kulą (k) | 18,78        | 5.           | 19,27  | 5.      | [ 107 ] [ 26 ]  |
| Song Jiayuan  | Pchnięcie kulą (k) | 18,73        | 6.           | 19,23  | brąz    | [ 107 ] [ 26 ]  |
| Sun Yue       | Pchnięcie kulą (k) | 17,33        | 21.          | NQ     | NQ      | [ 107 ] [ 26 ]  |
| Feng Bin      | Rzut dyskiem (k)   | 65,40        | 3.           | 67,51  | srebro  | [ 108 ] [ 18 ]  |
| Jiang Zhichao | Rzut dyskiem (k)   | 59,10        | 28.          | NQ     | NQ      | [ 108 ] [ 18 ]  |
| Zhao Jie      | Rzut młotem (k)    | 72,49        | 7.           | 74,27  | brąz    | [ 109 ] [ 25 ]  |
| Li Jiangyan   | Rzut młotem (k)    | 70,54        | 13.          | NQ     | NQ      | [ 109 ] [ 25 ]  |
| Wang Zheng    | Rzut młotem (k)    | 66,92        | 28.          | NQ     | NQ      | [ 109 ] [ 25 ]  |
| Lü Huihui     | Rzut oszczepem (k) | 59,37        | 22.          | NQ     | NQ      | [ 110 ]         |
| Dai Qianqian  | Rzut oszczepem (k) | 59,33        | 23.          | NQ     | NQ      | [ 110 ]         |

## Łucznictwo
| Zawodnik                          | Konkurencja       | Runda rankingowa | Runda rankingowa | 1/32 finału         | 1/16 finału      | 1/8 finału        | Ćwierćfinały            | Półfinały                | Finał                    | Finał   | Źródło          |
| Zawodnik                          | Konkurencja       | Wynik            | Miejsce          | Przeciwnik Wynik    | Przeciwnik Wynik | Przeciwnik Wynik  | Przeciwnik Wynik        | Przeciwnik Wynik         | Przeciwnik Wynik         | Pozycja | Źródło          |
| --------------------------------- | ----------------- | ---------------- | ---------------- | ------------------- | ---------------- | ----------------- | ----------------------- | ------------------------ | ------------------------ | ------- | --------------- |
| Yang Xiaolei                      | Indywidualnie (k) | 673              | 3.               | Elwalid W 7-3       | Barbelin P 2-6   | NQ                | NQ                      | NQ                       | NQ                       | 17.     | [ 111 ] [ 112 ] |
| Li Jiaman                         | Indywidualnie (k) | 667              | 9.               | Andersen W 6-0      | Pitman W 6-0     | Valencia P 59-59+ | NQ                      | NQ                       | NQ                       | 9.      | [ 111 ] [ 112 ] |
| An Qixuan                         | Indywidualnie (k) | 656              | 26.              | Ramazanova P 59-510 | NQ               | NQ                | NQ                      | NQ                       | NQ                       | 33.     | [ 111 ] [ 112 ] |
| An Qixuan Li Jiaman Yang Xiaolei  | Drużynowo (k)     | 31               | 2.               | —                   | —                | BYE               | Indonezja · W 5-1       | Meksyk · W 5-3           | Korea Południowa · P 4-6 | srebro  | [ 113 ] [ 14 ]  |
| Wang Yan                          | Indywidualnie (m) | 675              | 12.              | Ticas W 6-0         | Franco W 6-2     | Woo-seok P 2-6    | NQ                      | NQ                       | NQ                       | 9.      | [ 114 ]         |
| Kao Wenchao                       | Indywidualnie (m) | 665              | 26.              | Jadhav W 6-0        | Ellison P 2-6    | NQ                | NQ                      | NQ                       | NQ                       | 17.     | [ 114 ]         |
| Li Zhongyuan                      | Indywidualnie (m) | 658              | 38.              | Wise P 4-6          | NQ               | NQ                | NQ                      | NQ                       | NQ                       | 33.     | [ 114 ]         |
| Li Zhongyuan Kao Wenchao Wang Yan | Drużynowo (m)     | 32               | 4.               | —                   | —                | BYE               | Chińskie Tajpej · W 5-1 | Korea Południowa · P 1-5 | Turcja · P 2-6           | 4.      | [ 115 ] [ 116 ] |
| Wang Yan Yang Xiaolei             | Mikst             | 1348             | 4.               | —                   | —                | Hiszpania · P 2-6 | NQ                      | NQ                       | NQ                       | 9.      | [ 117 ] [ 118 ] |

## Pięciobój nowoczesny
| Zawodnik     | Konkurencja | Szermierka      | Szermierka | Szermierka | Pływanie | Pływanie | Pływanie | Jazda konna | Jazda konna | Kombinacja: strzelanie/bieg przełajowy | Kombinacja: strzelanie/bieg przełajowy | Kombinacja: strzelanie/bieg przełajowy | Suma punktów | Pozycja | Źródło |
| Zawodnik     | Konkurencja | Wynik (wygrane) | M.         | Punkty     | Czas     | M.       | Punkty   | M.          | Punkty      | Czas                                   | M.                                     | Punkty                                 | Suma punktów | Pozycja | Źródło |
| ------------ | ----------- | --------------- | ---------- | ---------- | -------- | -------- | -------- | ----------- | ----------- | -------------------------------------- | -------------------------------------- | -------------------------------------- | ------------ | ------- | ------ |
| Luo Shuai    | Mężczyźni   | 17              | 10.        | 210        | 2:06,75  | 11.      | 297      | 12.         | 286         | 9:58,62                                | 3.                                     | 702                                    | 1495         | NQ      |        |
| Li Shuhuan   | Mężczyźni   | 19              | 9.         | 222        | 2:09,53  | 16.      | 291      | 9.          | 291         | 10:23,61                               | 11.                                    | 677                                    | 1481         | NQ      |        |
| Zhang Mingyu | Kobiety     | 20              | 6.         | 225        | 2:17,66  | 10.      | 275      | 5.          | 300         | 11:54,40                               | 17.                                    | 586                                    | 1386         | 14.     |        |

## Piłka wodna
| Konkurencja | Faza grupowa     | Faza grupowa     | Faza grupowa     | Faza grupowa     | Faza grupowa     | Faza grupowa | Ćwierćfinały     | Półfinały        | Finał / 3. miejsce | Pozycja | Źródło |
| Konkurencja | Przeciwnik Wynik | Przeciwnik Wynik | Przeciwnik Wynik | Przeciwnik Wynik | Przeciwnik Wynik | Pozycja      | Przeciwnik Wynik | Przeciwnik Wynik | Przeciwnik Wynik   | Pozycja | Źródło |
| ----------- | ---------------- | ---------------- | ---------------- | ---------------- | ---------------- | ------------ | ---------------- | ---------------- | ------------------ | ------- | ------ |
| Kobiety     | Australia P 5-7  | Holandia P 11-15 | Kanada P 7-12    | Węgry P 11-17    | —                | 5.           | NQ               | NQ               | NQ                 | 10.     |        |

## Pływanie
| Zawodnik                                          | Konkurencja                       | Eliminacje | Eliminacje | Półfinał | Półfinał | Finał     | Finał  | Źródło                  |
| Zawodnik                                          | Konkurencja                       | Czas       | Poz.       | Czas     | Poz.     | Czas      | Poz.   | Źródło                  |
| ------------------------------------------------- | --------------------------------- | ---------- | ---------- | -------- | -------- | --------- | ------ | ----------------------- |
| Pan Zhanle                                        | 100 m st. dowolnym (m)            | 48,40      | 13.        | 47,21    | 1.       | 46,40 ·   | złoto  | [ 119 ] [ 120 ] [ 3 ]   |
| Wang Haoyu                                        | 100 m st. dowolnym (m)            | 48,79      | 22.        | NQ       | NQ       | NQ        | NQ     | [ 119 ] [ 120 ] [ 3 ]   |
| Pan Zhanle                                        | 200 m st. dowolnym (m)            | 1:49,47    | 22.        | NQ       | NQ       | NQ        | NQ     | [ 121 ]                 |
| Ji Xinjie                                         | 200 m st. dowolnym (m)            | 1:49,88    | 23.        | NQ       | NQ       | NQ        | NQ     | [ 121 ]                 |
| Fei Liwei                                         | 400 m st. dowolnym (m)            | 3:44,60    | 3.         | —        | —        | 3:44,24   | 6.     | [ 122 ] [ 123 ]         |
| Zhang Zhanshuo                                    | 400 m st. dowolnym (m)            | 3:46,76    | 12.        | —        | —        | NQ        | NQ     | [ 122 ] [ 123 ]         |
| Fei Liwei                                         | 800 m st. dowolnym (m)            | 7:47,11    | 10.        | —        | —        | NQ        | NQ     |                         |
| Zhang Zhanshuo                                    | 800 m st. dowolnym (m)            | 7:54,44    | 21.        | —        | —        | NQ        | NQ     |                         |
| Fei Liwei                                         | 1500 m st. dowolnym (m)           | 14:50,06   | 9.         | —        | —        | NQ        | NQ     | [ 124 ]                 |
| Xu Jiayu                                          | 100 m st. grzbietowym (m)         | 52,20      | 6.         | 52,02    | 1.       | 52,32     | srebro | [ 125 ]                 |
| Xu Jiayu                                          | 200 m st. grzbietowym (m)         | DNS        | DNS        | NQ       | NQ       | NQ        | NQ     | [ 126 ]                 |
| Qin Haiyang                                       | 100 m st. klasycznym (m)          | 59,58      | 9.         | 58,93    | 2.       | 59,50     | 7.     | [ 127 ]                 |
| Sun Jiajun                                        | 100 m st. klasycznym (m)          | 1:00,11    | 17.        | NQ       | NQ       | NQ        | NQ     | [ 127 ]                 |
| Dong Zhihao                                       | 200 m st. klasycznym (m)          | 2:09,91    | 6.         | 2:08,99  | 3.       | 2:08,46   | 4.     | [ 128 ]                 |
| Qin Haiyang                                       | 200 m st. klasycznym (m)          | 2:10,98    | 15.        | 2:09,96  | 10.      | NQ        | NQ     | [ 128 ]                 |
| Sun Jiajun                                        | 100 m st. motylkowym (m)          | 51,85      | 19.        | NQ       | NQ       | NQ        | NQ     |                         |
| Wang Changhao                                     | 100 m st. motylkowym (m)          | 52,37      | 26.        | NQ       | NQ       | NQ        | NQ     |                         |
| Niu Guangsheng                                    | 200 m st. motylkowym (m)          | DNS        | DNS        | NQ       | NQ       | NQ        | NQ     | [ 129 ]                 |
| Wang Shun                                         | 200 m st. zmiennym (m)            | 1:58,09    | 6.         | 1:56,54  | 4.       | 1:56,00   | brąz   |                         |
| Zhang Zhanshuo                                    | 400 m st. zmiennym (m)            | 4:12,71    | 10.        | —        | —        | NQ        | NQ     |                         |
| Wang Haoyu Chen Juner Ji Xinjie Pan Zhanle        | 4 x 100 m st. dowolnym (m)        | 3:11,62    | 1.         | —        | —        | 3:11,28   | 4.     | [ 130 ]                 |
| Ji Xinjie Niu Guangsheng Fei Liwei Zhang Zhanshuo | 4 x 200 m st. dowolnym (m)        | 7:07,62    | 6.         | —        | —        | 7:04,37   | 4.     |                         |
| Xu Jiayu Qin Haiyang Wang Changhao Pan Zhanle     | 4 x 100 m st. zmiennym (m)        | 3:31,58    | 2.         | —        | —        | 3:27,46   | złoto  | [ 131 ] [ 8 ]           |
| Zhang Yufei                                       | 50 m st. dowolnym (k)             | 24,54      | 6.         | 24,24    | 4.       | 24,20     | brąz   | [ 132 ] [ 133 ] [ 24 ]  |
| Wu Qingfeng                                       | 50 m st. dowolnym (k)             | 24,57      | 8.         | 24,40    | 7.       | 24,37     | 7.     | [ 132 ] [ 133 ] [ 24 ]  |
| Yang Junxuan                                      | 100 m st. dowolnym (k)            | 53,05      | 3.         | 52,81    | 4.       | 52,82     | 6.     | [ 134 ]                 |
| Wu Qingfeng                                       | 100 m st. dowolnym (k)            | 54,03      | 13.        | 53,34    | 9.       | NQ        | NQ     | [ 134 ]                 |
| Li Bingjie                                        | 200 m st. dowolnym (k)            | 1:56,28    | 4.         | 1:56,56  | 10.      | NQ        | NQ     |                         |
| Yang Junxuan                                      | 200 m st. dowolnym (k)            | 1:56,83    | 9.         | 1:55,90  | 5.       | 1:55,38   | 5.     |                         |
| Li Bingjie                                        | 400 m st. dowolnym (k)            | 4:03,96    | 9.         | —        | —        | NQ        | NQ     |                         |
| Liu Yaxin                                         | 400 m st. dowolnym (k)            | 4:04,39    | 10.        | —        | —        | NQ        | NQ     |                         |
| Li Bingjie                                        | 800 m st. dowolnym (k)            | 8:27,92    | 9.         | —        | —        | NQ        | NQ     |                         |
| Gao Weizhong                                      | 1500 m st. dowolnym (k)           | 16:27,11   | 13.        | —        | —        | NQ        | NQ     |                         |
| Li Bingjie                                        | 1500 m st. dowolnym (k)           | 16:05,26   | 6.         | —        | —        | 16:01,03  | 5.     |                         |
| Wan Letian                                        | 100 m st. grzbietowym (k)         | 59,87      | 11.        | 1:00,06  | 12.      | NQ        | NQ     | [ 135 ]                 |
| Wang Xueer                                        | 100 m st. grzbietowym (k)         | 1:00,15    | 14.        | 59,89    | 11.      | NQ        | NQ     | [ 135 ]                 |
| Peng Xuwei                                        | 200 m st. grzbietowym (k)         | 2:08,29    | 1.         | 2:07,86  | 4.       | 2:07,96   | 6.     | [ 136 ]                 |
| Tang Qianting                                     | 100 m st. klasycznym (k)          | 1:05,63    | 2.         | 1:05,83  | 4.       | 1:05,54   | srebro |                         |
| Yang Chang                                        | 100 m st. klasycznym (k)          | 1:06,91    | 17.        | 1:07,20  | 14.      | NQ        | NQ     |                         |
| Ye Shiwen                                         | 200 m st. klasycznym (k)          | 2:23,67    | 4.         | 2:23,13  | 5.       | 2:24,31   | 6.     |                         |
| Zhang Yufei                                       | 100 m st. motylkowym (k)          | 56,50      | 1.         | 56,15    | 3.       | 56,21     | brąz   |                         |
| Chen Luying                                       | 200 m st. motylkowym (k)          | 2:09,31    | 11.        | 2:08,07  | 10.      | NQ        | NQ     |                         |
| Zhang Yufei                                       | 200 m st. motylkowym (k)          | 2:06,55    | 1.         | 2:06,09  | 3.       | 2:05,09   | brąz   |                         |
| Yu Yiting                                         | 200 m st. zmiennym (k)            | 2:10,28    | 2.         | 2:09,74  | 6.       | 2:08,49   | 4.     | [ 137 ] [ 138 ] [ 139 ] |
| Ye Shiwen                                         | 200 m st. zmiennym (k)            | 2:10,96    | 8.         | 2:10,45  | 10.      | NQ        | NQ     | [ 137 ] [ 138 ] [ 139 ] |
| Cheng Yujie Wu Qingfeng Yu Yiting Yang Junxuan    | 4 x 100 m st. dowolnym (k)        | 3:34,31    | 3.         | —        | —        | 3:30,30 · | brąz   | [ 140 ]                 |
| Tang Muhan Kong Yaqi Ge Chutong Liu Yaxin         | 4 x 200 m st. dowolnym (k)        | 7:52,36    | 3.         | —        | —        | 7:42,34   | brąz   |                         |
| Wang Xueer Tang Qianting Yu Yiting Wu Qingfeng    | 4 x 100 m st. zmiennym (k)        | 3:56,34    | 3.         | —        | —        | 3:53,23   | brąz   | [ 141 ]                 |
| Xin Xin                                           | 10 km na otwartym akwenie (k)     | —          | —          | —        | —        | 2:27:02,9 | 24.    |                         |
| Xu Jiayu Tang Qianting Zhang Yufei Pan Zhanle     | 4 x 100 m st. zmiennym (mieszana) | 3:42,26    | 3.         | —        | —        | 3:37,55 · | srebro | [ 142 ]                 |

## Pływanie artystyczne
| Zawodnicy              | Konkurencja | Runda techniczna | Runda techniczna | Runda dowolna | Runda dowolna | Układ akrobatyczny | Układ akrobatyczny | Razem    | Miejsce | Źródło |
| Zawodnicy              | Konkurencja | Punkty           | Poz.             | Punkty        | Poz.          | Punkty             | Poz.               | Razem    | Miejsce | Źródło |
| ---------------------- | ----------- | ---------------- | ---------------- | ------------- | ------------- | ------------------ | ------------------ | -------- | ------- | ------ |
| Wang Qianyi Wang Liuyi | Duety       | 276,7867         | 1.               | 289,6916      | 4.            | —                  | —                  | 566,4783 | złoto   |        |
| Chiny                  | Drużyny     | 313,5538         | 1.               | 398,8917      | 1.            | 283,6934           | 1.                 | 996,1389 | złoto   |        |

## Podnoszenie ciężarów
| Zawodnik    | Konkurencja | Rwanie | Podrzut | Razem | Pozycja | Źródła |
| ----------- | ----------- | ------ | ------- | ----- | ------- | ------ |
| Li Fabin    | -61 kg (m)  | 143 ·  | 167     | 310   | złoto   |        |
| Shi Zhiyong | -73 kg (m)  | 165    | DNF     | DNF   | DNF     |        |
| Liu Huanhua | -102 kg (m) | 186    | 220     | 406   | złoto   |        |
| Hou Zhihui  | -49 kg (k)  | 89     | 117 ·   | 206   | złoto   |        |
| Luo Shifang | -59 kg (k)  | 107 ·  | 134 ·   | 241 · | złoto   |        |
| Li Wenwen   | +81 kg (k)  | 136    | 173     | 309   | złoto   |        |

## Rugby 7
| Konkurencja | Faza grupowa         | Faza grupowa     | Faza grupowa     | Faza grupowa | Ćwierćfinały         | Półfinały               | Finał/Mecz 3.miejsce | Pozycja | Źródło  |
| Konkurencja | Przeciwnik Wynik     | Przeciwnik Wynik | Przeciwnik Wynik | Pozycja      | Przeciwnik Wynik     | Przeciwnik Wynik        | Przeciwnik Wynik     | Pozycja | Źródło  |
| ----------- | -------------------- | ---------------- | ---------------- | ------------ | -------------------- | ----------------------- | -------------------- | ------- | ------- |
| Kobiety     | Nowa Zelandia P 5-43 | Fidżi W 40-12    | Kanada P 17-26   | 3.           | Nowa Zelandia P 5-55 | Wielka Brytania W 19-15 | Francja P 7-21       | 6.      | [ 143 ] |

## Siatkówka

### Siatkówka halowa
| Konkurencja | Faza grupowa            | Faza grupowa     | Faza grupowa     | Faza grupowa | Ćwierćfinały     | Półfinały        | Finał            | Pozycja | Źródło  |
| Konkurencja | Przeciwnik Wynik        | Przeciwnik Wynik | Przeciwnik Wynik | Pozycja      | Przeciwnik Wynik | Przeciwnik Wynik | Przeciwnik Wynik | Pozycja | Źródło  |
| ----------- | ----------------------- | ---------------- | ---------------- | ------------ | ---------------- | ---------------- | ---------------- | ------- | ------- |
| Kobiety     | Stany Zjednoczone W 3-2 | Francja W 3-0    | Serbia W 3-1     | 1.           | Turcja P 2-3     | NQ               | NQ               | 5.      | [ 144 ] |

### Siatkówka plażowa
| Zawodnik           | Konkurencja | Faza grupowa           | Faza grupowa            | Faza grupowa       | Faza grupowa | 1/8 finału                 | Ćwierćfinały     | Półfinały        | Finał            | Finał | Źródło          |
| Zawodnik           | Konkurencja | Przeciwnik Wynik       | Przeciwnik Wynik        | Przeciwnik Wynik   | Poz.         | Przeciwnik Wynik           | Przeciwnik Wynik | Przeciwnik Wynik | Przeciwnik Wynik | Poz.  | Źródło          |
| ------------------ | ----------- | ---------------------- | ----------------------- | ------------------ | ------------ | -------------------------- | ---------------- | ---------------- | ---------------- | ----- | --------------- |
| Xue Chen Xia Xinyi | Kobiety     | Clancy / Mariafe P 1-2 | Bansley / Bukovec W 2-0 | Nuss / Kloth P 1-2 | 3.           | Böbner / Vergé-Dépré P 0-2 | NQ               | NQ               | NQ               | 9.    | [ 145 ] [ 146 ] |

## Skateboarding
| Zawodnik     | Konkurencja | Eliminacje | Eliminacje | Finał  | Finał   | Źródło |
| Zawodnik     | Konkurencja | Wynik      | Pozycja    | Wynik  | Pozycja | Źródło |
| ------------ | ----------- | ---------- | ---------- | ------ | ------- | ------ |
| Cui Chenxi   | Street (k)  | 254,34     | 3.         | 241,56 | 4.      |        |
| Zhu Yuanling | Street (k)  | 234,82     | 9.         | NQ     | NQ      |        |
| Zeng Wenhui  | Street (k)  | 223,49     | 12.        | NQ     | NQ      |        |
| Zheng Haohao | Park (k)    | 63,19      | 18.        | NQ     | NQ      |        |

## Skoki do wody
| Zawodnik                 | Konkurencja                       | Eliminacje | Eliminacje | Półfinał | Półfinał | Finał  | Finał   | Źródło |
| Zawodnik                 | Konkurencja                       | Wynik      | Pozycja    | Wynik    | Pozycja  | Wynik  | Pozycja | Źródło |
| ------------------------ | --------------------------------- | ---------- | ---------- | -------- | -------- | ------ | ------- | ------ |
| Chen Yiwen               | Trampolina 3 m indywidualnie (k)  | 356,40     | 1.         | 360,85   | 1.       | 376,00 | złoto   | [ 11 ] |
| Chang Yani               | Trampolina 3 m indywidualnie (k)  | 308,75     | 4.         | 320,15   | 4.       | 318,75 | brąz    | [ 11 ] |
| Chen Yiwen Chang Yani    | Trampolina 3 m synchronicznie (k) | —          | —          | —        | —        | 337,68 | złoto   |        |
| Quan Hongchan            | Wieża 10 m indywidualnie (k)      | 421,25     | 1.         | 421,05   | 1.       | 425,60 | złoto   |        |
| Chen Yuxi                | Wieża 10 m indywidualnie (k)      | 382,15     | 2.         | 403,05   | 2.       | 420,70 | srebro  |        |
| Quan Hongchan Chen Yuxi  | Wieża 10 m synchronicznie (k)     | —          | —          | —        | —        | 359,10 | złoto   |        |
| Xie Siyi                 | Trampolina 3 m indywidualnie (m)  | 509,60     | 2.         | 505,85   | 2.       | 543,60 | złoto   | [ 9 ]  |
| Wang Zongyuan            | Trampolina 3 m indywidualnie (m)  | 530,65     | 1.         | 537,85   | 1.       | 530,20 | srebro  | [ 9 ]  |
| Wang Zongyuan Long Daoyi | Trampolina 3 m synchronicznie (m) | —          | —          | —        | —        | 446,10 | złoto   |        |
| Cao Yuan                 | Wieża 10 m indywidualnie (m)      | 500,15     | 1.         | 504,00   | 1.       | 547,50 | złoto   |        |
| Hao Yang                 | Wieża 10 m indywidualnie (m)      | 479,80     | 4.         | 490,55   | 2.       | 390,20 | 12.     |        |
| Junje Lian Hao Yang      | Wieża 10 m synchronicznie (m)     | —          | —          | —        | —        | 490,35 | złoto   |        |

## Strzelectwo
| Zawodnik                 | Konkurencja                                   | Kwalifikacje | Kwalifikacje | Finał         | Finał   | Źródło         |
| Zawodnik                 | Konkurencja                                   | Wynik        | Pozycja      | Wynik         | Pozycja | Źródło         |
| ------------------------ | --------------------------------------------- | ------------ | ------------ | ------------- | ------- | -------------- |
| Sheng Lihao              | Karabin pneumatyczny, 10 m (m)                | 631,7        | 1.           | 252,2 ·       | złoto   | [ 147 ]        |
| Du Linshu                | Karabin pneumatyczny, 10 m (m)                | 625,0        | 41.          | NQ            | NQ      | [ 147 ]        |
| Liu Yukun                | Karabin małokalibrowy, trzy postawy, 50 m (m) | 594-38x      | 1.           | 463,6         | złoto   | [ 148 ] [ 4 ]  |
| Du Linshu                | Karabin małokalibrowy, trzy postawy, 50 m (m) | 588-33x      | 16.          | NQ            | NQ      | [ 148 ] [ 4 ]  |
| Xie Yu                   | Pistolet pneumatyczny, 10 m (m)               | 579-16x      | 6.           | 240,9         | złoto   |                |
| Zhang Bowen              | Pistolet pneumatyczny, 10 m (m)               | 573-21x      | 19.          | NQ            | NQ      |                |
| Li Yuehong               | Pistolet szybkostrzelny, 25 m (m)             | 588-30x      | 1.           | 32            | złoto   |                |
| Wang Xinjie              | Pistolet szybkostrzelny, 25 m (m)             | 587-24x      | 2.           | 23            | brąz    |                |
| Lyu Jianlin              | Skeet (m)                                     | 118          | 16.          | NQ            | NQ      |                |
| Qi Ying                  | Trap (m)                                      | 123+7        | 1.           | 44            | srebro  |                |
| Yu Haicheng              | Trap (m)                                      | 122+6        | 8.           | NQ            | NQ      |                |
| Huang Yuting             | Karabin pneumatyczny, 10 m (k)                | 632,6        | 4.           | 251,8 (+10,3) | srebro  | [ 149 ]        |
| Han Jiayu                | Karabin pneumatyczny, 10 m (k)                | 628,1        | 16.          | NQ            | NQ      | [ 149 ]        |
| Zhang Qiongyue           | Karabin małokalibrowy, trzy postawy, 50 m (k) | 593-40x ·    | 2.           | 452,9         | brąz    | [ 150 ] [ 23 ] |
| Han Jiayu                | Karabin małokalibrowy, trzy postawy, 50 m (k) | 578-26x      | 27.          | NQ            | NQ      | [ 150 ] [ 23 ] |
| Li Xue                   | Pistolet pneumatyczny, 10 m (k)               | 577-23x      | 6.           | 178,2         | 5.      | [ 151 ]        |
| Jiang Ranxin             | Pistolet pneumatyczny, 10 m (k)               | 577-13x      | 8.           | 156,5         | 6.      | [ 151 ]        |
| Zhao Nan                 | Pistolet sportowy, 25 m (k)                   | 586          | 5.           | 23            | 5.      | [ 152 ]        |
| Liang Xiaoya             | Pistolet sportowy, 25 m (k)                   | 584          | 9.           | NQ            | NQ      | [ 152 ]        |
| Jiang Yiting             | Skeet (k)                                     | 119          | 10.          | NQ            | NQ      |                |
| Wei Meng                 | Skeet (k)                                     | 118          | 13.          | NQ            | NQ      |                |
| Wu Cuicui                | Trap (k)                                      | 122+0+0      | 5.           | 17            | 6.      |                |
| Zhang Xinqiu             | Trap (k)                                      | 121+1        | 7.           | NQ            | NQ      |                |
| Huang Yuting Sheng Lihao | Karabin pneumatyczny, 10 m (mikst)            | 632,2        | 1.           | 16            | złoto   | [ 153 ]        |
| Han Jiayu Du Linshu      | Karabin pneumatyczny, 10 m (mikst)            | 628,5        | 8.           | NQ            | NQ      | [ 153 ]        |
| Jiang Ranxin Xie Yu      | Pistolet pneumatyczny, 10 m (mikst)           | 576-20x      | 8.           | NQ            | NQ      |                |
| Li Xue Zhang Bowen       | Pistolet pneumatyczny, 10 m (mikst)           | 578-19x      | 5.           | NQ            | NQ      |                |
| Jiang Yiting Lyu Jianlin | Skeet (mikst)                                 | 146+4        | 3.           | 44            | brąz    |                |

## Szermierka
| Zawodnik                                 | Konkurencja              | 1/32 finału      | 1/16 finału        | 1/8 finału         | Ćwierćfinały                | Półfinały         | Finał/o 3. miejsce | Finał/o 3. miejsce | Źródło |
| Zawodnik                                 | Konkurencja              | Przeciwnik Wynik | Przeciwnik Wynik   | Przeciwnik Wynik   | Przeciwnik Wynik            | Przeciwnik Wynik  | Przeciwnik Wynik   | Pozycja            | Źródło |
| ---------------------------------------- | ------------------------ | ---------------- | ------------------ | ------------------ | --------------------------- | ----------------- | ------------------ | ------------------ | ------ |
| Chen Haiwei                              | Floret indywidualnie (m) | BYE              | Meinhardt P 7-15   | NQ                 | NQ                          | NQ                | NQ                 | 17.                |        |
| Mo Ziwei                                 | Floret indywidualnie (m) | BYE              | Toldo W 15-7       | Ka Long P 10-15    | NQ                          | NQ                | NQ                 | 9.                 |        |
| Xu Jie                                   | Floret indywidualnie (m) | BYE              | Macchi P 10-15     | NQ                 | NQ                          | NQ                | NQ                 | 17.                |        |
| Chen Haiwei Mo Ziwei Xu Jie              | Floret drużynowo (m)     | —                | —                  | —                  | Francja · P 35-45           | Kanada · W 45-32  | Polska · W 45-30   | 5.                 |        |
| Shen Chenpeng                            | Szabla indywidualnie (m) | BYE              | Gallo W 15-6       | Sang-won W 15-11   | Ferjani P 14-15             | NQ                | NQ                 | 5.                 |        |
| Wang Zijie                               | Szpada indywidualnie (m) | BYE              | Limardo W 15-12    | Kanō P 4-15        | NQ                          | NQ                | NQ                 | 9.                 |        |
| Wang Yuting                              | Floret indywidualnie (k) | BYE              | Harvey P 8-12      | NQ                 | NQ                          | NQ                | NQ                 | 17.                |        |
| Chen Qiangyuan                           | Floret indywidualnie (k) | BYE              | Zhang P 7-15       | NQ                 | NQ                          | NQ                | NQ                 | 17.                |        |
| Huang Qianqian                           | Floret indywidualnie (k) | BYE              | El-Sharkawy W 15-5 | Kiefer P 9-15      | NQ                          | NQ                | NQ                 | 9.                 |        |
| Chen Qingyuan Huang Qianqian Wang Yuting | Floret drużynowo (k)     | —                | —                  | —                  | Stany Zjednoczone · P 37-45 | Francja · P 39-45 | Egipt · W 45-18    | 7.                 |        |
| Yang Hengyu                              | Szabla indywidualnie (k) | BYE              | Baszta P 9-15      | NQ                 | NQ                          | NQ                | NQ                 | 17.                |        |
| Sun Yiwen                                | Szpada indywidualnie (k) | BYE              | Yoshimura P 13-14  | NQ                 | NQ                          | NQ                | NQ                 | 17.                |        |
| Junyao Tang                              | Szpada indywidualnie (k) | BYE              | Muhari P 10-15     | NQ                 | NQ                          | NQ                | NQ                 | 17.                |        |
| Yu Sihan                                 | Szpada indywidualnie (k) | BYE              | Hye-in W 15-13     | Candassamy W 15-10 | Muhari P 10-15              | NQ                | NQ                 | 5.                 |        |
| Sun Yiwen Tang Junyao Xu Nuo Yu Sihan    | Szada drużynowo (k)      | —                | —                  | —                  | Ukraina · W 45-41           | Włochy · P 24-45  | Polska · P 31-32   | 4.                 |        |

## Surfing
| Zawodnik  | Konkurencja | Eliminacje | Eliminacje | Eliminacje       | 1/8 finału       | Ćwierćfinał      | Półfinał         | Finał/ 3. miejsce | Pozycja | Źródło                  |
| Zawodnik  | Konkurencja | Runda 1    | Runda 1    | Runda 2          | 1/8 finału       | Ćwierćfinał      | Półfinał         | Finał/ 3. miejsce | Pozycja | Źródło                  |
| Zawodnik  | Konkurencja | Wynik      | Miejsce    | Przeciwnik Wynik | Przeciwnik Wynik | Przeciwnik Wynik | Przeciwnik Wynik | Przeciwnik Wynik  | Pozycja | Źródło                  |
| --------- | ----------- | ---------- | ---------- | ---------------- | ---------------- | ---------------- | ---------------- | ----------------- | ------- | ----------------------- |
| Siqi Yang | Kobiety     | 5,40       | 3.         | Aguirre 8,67     | Marks 1,63       | NQ               | NQ               | NQ                | 9.      | [ 154 ] [ 155 ] [ 156 ] |

## Taekwondo
| Zawodnik       | Konkurencja | Kwalifikacje     | 1/8 finału       | Ćwierćfinał      | Półfinał         | Repasaż          | Finał / 3.miejsce    | Finał / 3.miejsce | Źródło  |
| Zawodnik       | Konkurencja | Przeciwnik Wynik | Przeciwnik Wynik | Przeciwnik Wynik | Przeciwnik Wynik | Przeciwnik Wynik | Przeciwnik Wynik     | Pozycja           | Źródło  |
| -------------- | ----------- | ---------------- | ---------------- | ---------------- | ---------------- | ---------------- | -------------------- | ----------------- | ------- |
| Liang Yushuai  | -68 kg (m)  | BYE              | Józsa W 2-1      | Rashitov P 0-2   | NQ               | Fung W 2-0       | Sinden W w.o.        | brąz              |         |
| Song Zhaoxiang | +80 kg (m)  | BYE              | Healy P 1-2      | NQ               | NQ               | NQ               | NQ                   | 9.                |         |
| Guo Qing       | -49 kg (k)  | BYE              | Pouryounes W 2-0 | Dinçel W 2-0     | Nematzadeh W 2-0 | —                | Wongpattanakit P 1-2 | srebro            | [ 20 ]  |
| Luo Zongshi    | -57 kg (k)  | —                | Atora W 2-0      | Pacheco W 2-1    | Yu-jin P 1-2     | BYE              | Alizadeh P 1-2       | 5.                | [ 157 ] |
| Song Jie       | -67 kg (k)  | —                | Anyanacho W 2-0  | Al-Sadeq W 2-1   | Perišić P 0-2    | BYE              | Teachout P 0-2       | 5.                |         |
| Zhou Zeqi      | +67 kg (k)  | —                | Jahl W 2-0       | Da-bin P 1-2     | NQ               | NQ               | NQ                   | 7.                |         |

## Tenis stołowy
| Zawodnik                         | Konkurencja   | Eliminacje       | 1/32 finału      | 1/16 finału      | 1/8 finału       | Ćwierćfinały             | Półfinały                | Finał                  | Finał   | Źródło |
| Zawodnik                         | Konkurencja   | Przeciwnik Wynik | Przeciwnik Wynik | Przeciwnik Wynik | Przeciwnik Wynik | Przeciwnik Wynik         | Przeciwnik Wynik         | Przeciwnik Wynik       | Pozycja | Źródło |
| -------------------------------- | ------------- | ---------------- | ---------------- | ---------------- | ---------------- | ------------------------ | ------------------------ | ---------------------- | ------- | ------ |
| Fan Zhendong                     | Singel (m)    | BYE              | Żmudenko W 4-0   | Ting W 4-1       | Jha W 4-0        | Harimoto W 4-3           | Lebrun W 4-0             | Möregårdh W 4-1        | złoto   |        |
| Wang Chuqin                      | Singel (m)    | BYE              | Wang W 4-1       | Möregårdh P 2-4  | NQ               | NQ                       | NQ                       | NQ                     | 17.     |        |
| Wang Chuqin Ma Long Fan Zhendong | Drużynowy (m) | Indie · W 3-0    | —                | —                | —                | Korea Południowa · W 3-0 | Francja · W 3-0          | Szwecja · W 3-0        | złoto   |        |
| Chen Meng                        | Singel (k)    | BYE              | Loghraibi W 4-0  | Bergström W 4-1  | Eerland W 4-1    | Polcanova W 4-0          | Yu-bin W 4-0             | Yingsha W 4-2          | złoto   |        |
| Sun Yingsha                      | Singel (k)    | BYE              | Takahashi W 4-0  | Lian W 4-0       | Akula W 4-0      | I-ching W 4-0            | Hayata W 4-0             | Meng P 2-4             | srebro  |        |
| Sun Yingsha Wang Manyu Chen Meng | Drużynowy (k) | Egipt · W 3-0    | —                | —                | —                | Chińskie Tajpej · W 3-0  | Korea Południowa · W 3-0 | Japonia · W 3-0        | złoto   |        |
| Wang Chuqin Sun Yingsha          | Mieszany      | —                | —                | —                | Egipt · W 4-0    | Chińskie Tajpej · W 4-2  | Japonia · W 4-2          | Korea Północna · W 4-2 | złoto   |        |

## Tenis ziemny
| Zawodnik                 | Konkurencja | 1/32 finału                          | 1/16 finału                          | 1/8 finału                            | Ćwierćfinały                               | Półfinały                                | Finał/Mecz o 3. miejsce                   | Finał/Mecz o 3. miejsce | Źródło  |
| Zawodnik                 | Konkurencja | Przeciwnik Wynik                     | Przeciwnik Wynik                     | Przeciwnik Wynik                      | Przeciwnik Wynik                           | Przeciwnik Wynik                         | Przeciwnik Wynik                          | Pozycja                 | Źródło  |
| ------------------------ | ----------- | ------------------------------------ | ------------------------------------ | ------------------------------------- | ------------------------------------------ | ---------------------------------------- | ----------------------------------------- | ----------------------- | ------- |
| Zheng Qinwen             | Singel (k)  | Errani W 2-0 (6:0, 6:0)              | Rus W 2-0 (6:2, 6:4)                 | Navarro W 2-1 (67:79, 77:64, 6:1)     | Kerber W 2-1 (64:77, 6:4, 78:66)           | Świątek W 2-0 (6:2, 7:5)                 | Vekić W 2-0 (6:2, 6:3)                    | złoto                   |         |
| Wang Xiyu                | Singel (k)  | Nosková W 2-0 (6:3, 6:3)             | Sznajder W 2-0 (6:3, 6:1)            | Świątek P 0-2 (3:6, 4:6)              | NQ                                         | NQ                                       | NQ                                        | 9.                      |         |
| Wang Xinyu               | Singel (k)  | Korpatsch W 2-0 (6:2, 6:1)           | Krejčíková P 0-2 (3:6, 2:6)          | NQ                                    | NQ                                         | NQ                                       | NQ                                        | 17.                     |         |
| Yuan Yue                 | Singel (k)  | Aleksandrowa W 2-1 (7:5, 60:77, 6:2) | Sakari P 0-2 (2:6, 1:6)              | NQ                                    | NQ                                         | NQ                                       | NQ                                        | 17.                     |         |
| Wang Xinyu Zheng Saisai  | Debel (k)   | —                                    | Kiczenok / Kiczenok P 0-2 (1:6, 4:6) | NQ                                    | NQ                                         | NQ                                       | NQ                                        | 17.                     | [ 158 ] |
| Yuan Yue Zhang Shuai     | Debel (k)   | —                                    | Maia / Stefani P 0-2 (4:6, 4:6)      | NQ                                    | NQ                                         | NQ                                       | NQ                                        | 17.                     | [ 158 ] |
| Zhang Zhizhen            | Singel (m)  | Macháč P 1-2 (2:6, 6:4, 2:6)         | NQ                                   | NQ                                    | NQ                                         | NQ                                       | NQ                                        | 33.                     | [ 159 ] |
| Wang Xinyu Zhang Zhizhen | Mikst       | —                                    | —                                    | Stefani / Wild W 2-1 (3:6, 6:3, 10:8) | Perez / Ebden W 2-1 (68:710, 710:68, 10:5) | Schuurs / Koolhof W 2-1 (2:6, 6:4, 10:4) | Siniaková / Macháč P 1-2 (2:6, 7:5, 8:10) | srebro                  |         |

## Triathlon
| Zawodnik  | Konkurencja | Pływanie | Zmiana 1 | Jazda na rowerze | Zmiana 2 | Bieg  | Czas    | Pozycja | Źródło  |
| --------- | ----------- | -------- | -------- | ---------------- | -------- | ----- | ------- | ------- | ------- |
| Lin Xinyu | Kobiety     | 23:38    | 0:55     | 58:18            | 0:32     | 37:27 | 2:00:50 | 28.     | [ 160 ] |

## Wioślarstwo
| Zawodnik                                        | Konkurencja                      | Eliminacje | Eliminacje | Repasaże | Repasaże | Ćwierćfinał | Ćwierćfinał | Półfinał | Półfinał | Finał   | Finał   | Miejsce | Źródło |
| Zawodnik                                        | Konkurencja                      | Czas       | Poz.       | Czas     | Poz.     | Czas        | Poz.        | Czas     | Poz.     | Czas    | Poz.    | Miejsce | Źródło |
| ----------------------------------------------- | -------------------------------- | ---------- | ---------- | -------- | -------- | ----------- | ----------- | -------- | -------- | ------- | ------- | ------- | ------ |
| Liu Zhiyu Adilijiang Sulitan                    | Dwójka podwójna (m)              | 6:29,70    | 5.         | 6:39,06  | 3.       | —           | —           | 6:38,82  | 5.       | 6:21,98 | 5. (FB) | 11.     |        |
| Shen Shuangmei Lu Shiyu                         | Dwójka podwójna (k)              | 6:58,85    | 3.         | BYE      | BYE      | —           | —           | 7:09,75  | 6.       | 7:00,71 | 6. (FB) | 12.     |        |
| Chen Yunxia Zhang Ling Lü Yang Cui Xiaotong     | Czwórka podwójna (k)             | 6:22,29    | 3.         | 6:28,72  | 2.       | —           | —           | —        | —        | 6:27,08 | 6.      | 6.      |        |
| Zhang Shuxian Liu Xiaoxin Wang Zifeng Xu Xingye | Czwórka bez sternika (k)         | 6:49,12    | 3.         | 6:33,60  | 2.       | —           | —           | —        | —        | 6:36,18 | 6.      | 6.      |        |
| Zou Jiaqi Qiu Xiuping                           | Dwójka podwójna wagi lekkiej (k) | 7:39,17    | 5.         | 7:42,66  | 5.       | —           | —           | —        | —        | 7:07,55 | 1. (FC) | 13.     |        |

## Wspinaczka sportowa
Wspinaczka na czas
| Zawodnik    | Konkurencja | Eliminacje | Eliminacje | 1/8 finału      | Ćwierćfinał     | Półfinał          | Finał / 3. miejsce | Finał / 3. miejsce | Źródło |
| Zawodnik    | Konkurencja | Czas       | Miejsce    | Przeciwnik Czas | Przeciwnik Czas | Przeciwnik Czas   | Przeciwnik Czas    | Pozycja            | Źródło |
| ----------- | ----------- | ---------- | ---------- | --------------- | --------------- | ----------------- | ------------------ | ------------------ | ------ |
| Zhou Yafei  | Kobiety     | 6,389 ·    | 4.         | Colli 6,55      | Kałucka 6,58    | NQ                | NQ                 | 5.                 |        |
| Deng Lijuan | Kobiety     | 6,40       | 5.         | Viglione 6,55   | Dewi · 6,363 ·  | Sallsabillah 6,38 | Mirosław · 6,18 ·  | srebro             |        |
| Wu Peng     | Mężczyźni   | 5,01       | 5.         | Eun-cheol 5,00  | Zurloni 4,995   | Watson 4,85       | Leonardo · 4,77 ·  | srebro             |        |
| Long Jinbao | Mężczyźni   | 5,29       | 11.        | Zurloni 5,18    | NQ              | NQ                | NQ                 | 9.                 |        |

Wspinaczka łączna
| Zawodnik      | Konkurencja | Półfinał | Półfinał | Finał | Finał   | Źródło |
| Zawodnik      | Konkurencja | Wynik    | Miejsce  | Wynik | Pozycja | Źródło |
| ------------- | ----------- | -------- | -------- | ----- | ------- | ------ |
| Luo Zhilu     | Kobiety     | 111,7    | 10.      | NQ    | NQ      |        |
| Zhang Yuetong | Kobiety     | 97,7     | 13.      | NQ    | NQ      |        |
| Pan Yufei     | Mężczyźni   | 59,1     | 12.      | NQ    | NQ      |        |

## Zapasy
| Zawodnik          | Konkurencja                  | Kwalifikacje     | 1/8 finału          | Ćwierćfinał           | Półfinał          | Repasaż          | Finał / 3.miejsce  | Finał / 3.miejsce | Źródło |
| Zawodnik          | Konkurencja                  | Przeciwnik Wynik | Przeciwnik Wynik    | Przeciwnik Wynik      | Przeciwnik Wynik  | Przeciwnik Wynik | Przeciwnik Wynik   | Pozycja           | Źródło |
| ----------------- | ---------------------------- | ---------------- | ------------------- | --------------------- | ----------------- | ---------------- | ------------------ | ----------------- | ------ |
| Cao Liguo         | -60 kg w st. klasycznym (m)  | —                | Muhammad W 6-2      | Rodríguez W 5-3       | Se-ung W 3-3      | —                | Fumita P 1-4       | srebro            |        |
| Qian Haitao       | -87 kg w st. klasycznym (m)  | —                | Bełeniuk P 1-7      | NQ                    | NQ                | NQ               | NQ                 | 9.                |        |
| Meng Lingzhe      | -130 kg w st. klasycznym (m) | —                | Krahmer W 4-1       | Knystautas W 1-1      | Acosta P 1-1      | BYE              | Ahmad W 5-2        | brąz              |        |
| Zou Wanhao        | -57 kg w st. wolnym (m)      | —                | Lee P 2-3           | NQ                    | NQ                | Uulu P 4-7 (F)   | NQ                 | 10.               |        |
| Lu Feng           | -74 kg w st. wolnym (m)      | BYE              | Husajn W 14-4       | Rassadin P 4-7        | NQ                | NQ               | NQ                 | 8.                |        |
| Habila Awusayiman | -97 kg w st. wolnym (m)      | —                | Snyder P 5-9        | NQ                    | NQ                | NQ               | NQ                 | 11.               |        |
| Deng Zhiwei       | -125 kg w st. wolnym (m)     | —                | Dhesi P 1-2         | NQ                    | NQ                | NQ               | NQ                 | 11.               |        |
| Feng Ziqi         | -50 kg (k)                   | —                | Allah W 7-2 (F)     | Hildebrandt P 4-7     | NQ                | Doudou W 10-0    | Otgondżargal W 6-4 | brąz              |        |
| Pang Qianyu       | -53 kg (k)                   | —                | Aquino W 10-0       | Malmgren W 10-2       | Fujinami P 0-10   | BYE              | Chulan W 6-2 (F)   | brąz              |        |
| Hong Kexin        | -57 kg (k)                   | —                | Chongordzul W 16-12 | Adekuoroye W 10-8 (F) | Nichita P 7-2 (F) | BYE              | Rodrigues W 10-0   | brąz              |        |
| Zhou Feng         | -68 kg (k)                   | —                | Chołuj P 3-10       | NQ                    | NQ                | NQ               | NQ                 | 12.               |        |
| Wang Juan         | -76 kg (k)                   | —                | Medet P 1-4         | NQ                    | NQ                | NQ               | NQ                 | 14.               |        |

## Żeglarstwo
Konkurencje eliminacyjne
| Zawodnik     | Konkurencja      | Wyścig | Wyścig | Wyścig | Wyścig | Wyścig | Wyścig | Wyścig | Wyścig | Wyścig | Wyścig | Wyścig | Wyścig | Wyścig | Wyścig | Wyścig | Wyścig | Wyścig | Wyścig | Wyścig | Wyścig | Wyścig | Wyścig | Wyścig | Wyścig | Wyścig | Wyścig | Wyścig | Pozycja | Źródło |
| Zawodnik     | Konkurencja      | 1      | 2      | 3      | 4      | 5      | 6      | 7      | 8      | 9      | 10     | 11     | 12     | 13     | 14     | QF     | SF1    | SF2    | SF3    | SF4    | SF5    | SF6    | F1     | F2     | F3     | F4     | F5     | F6     | Pozycja | Źródło |
| ------------ | ---------------- | ------ | ------ | ------ | ------ | ------ | ------ | ------ | ------ | ------ | ------ | ------ | ------ | ------ | ------ | ------ | ------ | ------ | ------ | ------ | ------ | ------ | ------ | ------ | ------ | ------ | ------ | ------ | ------- | ------ |
| Huang Jingye | iQFoil (m)       | 7      | 11     | 23     | 16     | 22     | 17     | 6      | 20     | 25     | 23     | 17     | 18     | 14     | —      | NQ     | NQ     | NQ     | NQ     | NQ     | NQ     | NQ     | NQ     | NQ     | NQ     | NQ     | NQ     | NQ     | 19.     |        |
| Huang Qibin  | Formuła Kite (m) | 6      | 16     | 4      | 5      | 14     | 13     | 6      | —      | —      | —      | —      | —      | —      | —      | —      | 4      | 4      | —      | —      | —      | —      | NQ     | NQ     | NQ     | —      | —      | —      | 9.      |        |
| Yan Zheng    | iQFoil (k)       | 2      | 20     | 11     | 25     | 3      | 2      | 17     | 17     | 18     | 11     | 16     | 7      | 1      | 5      | 1      | 4      | —      | —      | —      | —      | —      | NQ     | —      | —      | —      | —      | —      | 5.      |        |
| Jingyue Chen | Formuła Kite (k) | 20     | 14     | 9      | 8      | 16     | 21     | —      | —      | —      | —      | —      | —      | —      | —      | —      | NQ     | —      | —      | —      | —      | —      | NQ     | NQ     | —      | —      | —      | —      | 15.     |        |

Konkurencje z wyścigiem medalowym
| Zawodnik                | Konkurencja | Wyścig | Wyścig | Wyścig | Wyścig | Wyścig | Wyścig | Wyścig | Wyścig | Wyścig | Wyścig | Wyścig | Wyścig | Wyścig | Punkty | Finałowa pozycja | Źródło |
| Zawodnik                | Konkurencja | 1      | 2      | 3      | 4      | 5      | 6      | 7      | 8      | 9      | 10     | 11     | 12     | M*     | Punkty | Finałowa pozycja | Źródło |
| ----------------------- | ----------- | ------ | ------ | ------ | ------ | ------ | ------ | ------ | ------ | ------ | ------ | ------ | ------ | ------ | ------ | ---------------- | ------ |
| Wen Zaiding Liu Tian    | 49er (m)    | 4      | 10     | 15     | 7      | 6      | 15     | 13     | 14     | 5      | 15,5   | 21     | 14,5   | NQ     | 119    | 13.              |        |
| Gu Min                  | ILCA 6      | 2      | 8      | 8      | 37     | 19     | 31     | 28     | 25     | 13     | —      | —      | —      | NQ     | 134    | 19.              |        |
| Hu Xiaoyu Shan Mengyuan | 49er (k)    | 16     | 10     | 17     | 6      | 13     | 16     | 18     | 15     | 15     | 17     | 17     | 21     | NQ     | 160    | 20.              |        |
| Huicong Mai Linlin Chen | Nacra 17    | 7      | 14     | 15     | 12     | 14     | 13     | 20     | 10     | 10     | 16     | 18     | 1      | NQ     | 130    | 14.              |        |
| Xu Zangjun Lü Yixiao    | 470         | 4      | 15     | 11     | 11     | 15     | 14     | 16     | 16     | —      | —      | —      | —      | NQ     | 86     | 17.              |        |